# Zamek w Windsorze
Zamek w Windsorze (ang. Windsor Castle) – rezydencja królów angielskich od 1110 roku, położona w mieście Windsor (hrabstwo Berkshire w Anglii), około 40 kilometrów na zachód od centrum Londynu.
Oryginalny zamek został zbudowany w XI wieku, po normańskim podboju Anglii przez Wilhelma Zdobywcę. Od czasów Henryka I (który panował w latach 1100–1135) był wykorzystywany przez panującego monarchę i jest najstarszym nieprzerwanie zamieszkanym pałacem w Europie. Reprezentacyjne apartamenty państwowe zamku z początku XIX wieku, cechujące się bogatym wystrojem zostały opisane przez historyka sztuki Hugh Robertsa jako „wspaniały i niezrównany ciąg pomieszczeń, powszechnie uważany za najdoskonalsze i najbardziej kompletne wyrażenie późniejszego gustu georgiańskiego”.
W obrębie murów zamku znajduje się XV-wieczna kaplica św. Jerzego, uznana przez historyka Johna Martina Robinsona za „jedno z najwyższych osiągnięć angielskiej architektury gotyku wertykalnego”.
Oryginalnie wzniesiony w celu zamanifestowania dominacji normańskiej na obrzeżach Londynu i kontroli strategicznie ważnego odcinka Tamizy, zamek Windsor został zbudowany jako rezydencja rycerska typu motte, z trzema dziedzińcami otaczającymi centralny kopiec. Stopniowo zastępowany fortyfikacjami kamiennymi, zamek przetrwał długotrwałe oblężenie podczas pierwszej wojny baronów na początku XIII wieku. W połowie tego stulecia Henryk III wzniósł w obrębie zamku luksusowy pałac królewski, a Edward III poszedł o krok dalej, przebudowując pałac na jeszcze wspanialszy zespół budynków w ramach przedsięwzięcia, które miało stać się „najdroższym świeckim projektem budowlanym całego średniowiecza w Anglii”
. Podstawowy projekt Edwarda przetrwał okres Tudorów, w którym Henryk VIII i Elżbieta I coraz częściej wykorzystywali zamek jako dwór królewski i centrum dyplomatycznych rozrywek.
Zamek Windsor przetrwał burzliwy okres angielskiej wojny domowej, kiedy to był wykorzystywany jako kwatera główna sił Parlamentu i więzienie dla Karola I. Wraz z restauracją monarchii w 1660 roku, Karol II, z pomocą architekta Hugh Maya, przebudował znaczną część zamku Windsor, tworząc zespół ekstrawaganckich wnętrz barokowych. Po okresie zaniedbania w XVIII wieku, Jerzy III i Jerzy IV, ponosząc kolosalne wydatki, odnowili i przebudowali pałac Karola II, tworząc obecny wygląd apartamentów reprezentacyjnych, pełnych mebli w stylach rokoko, gotyckim i barokowym. Królowa Wiktoria wprowadziła kilka drobnych zmian w zamku, który stał się centrum królewskiej rozrywki przez znaczną część jej panowania. Podczas I wojny światowej, historyczna posiadłość zainspirowała nazwę rodu królewskiego – Windsor. Za panowania Jerzego VI, zamek służył jako schronienie dla rodziny królewskiej podczas nalotów bombowych Luftwaffe w czasie II wojny światowej. Po pożarze w 1992 roku, który zamek przetrwał, przeprowadzono gruntowną renowację kilku sal reprezentacyjnych. Jest popularną atrakcją turystyczną, miejscem organizacji wizyt państwowych i był główną rezydencją Elżbiety II od 2011 do 2022 roku.

## Architektura

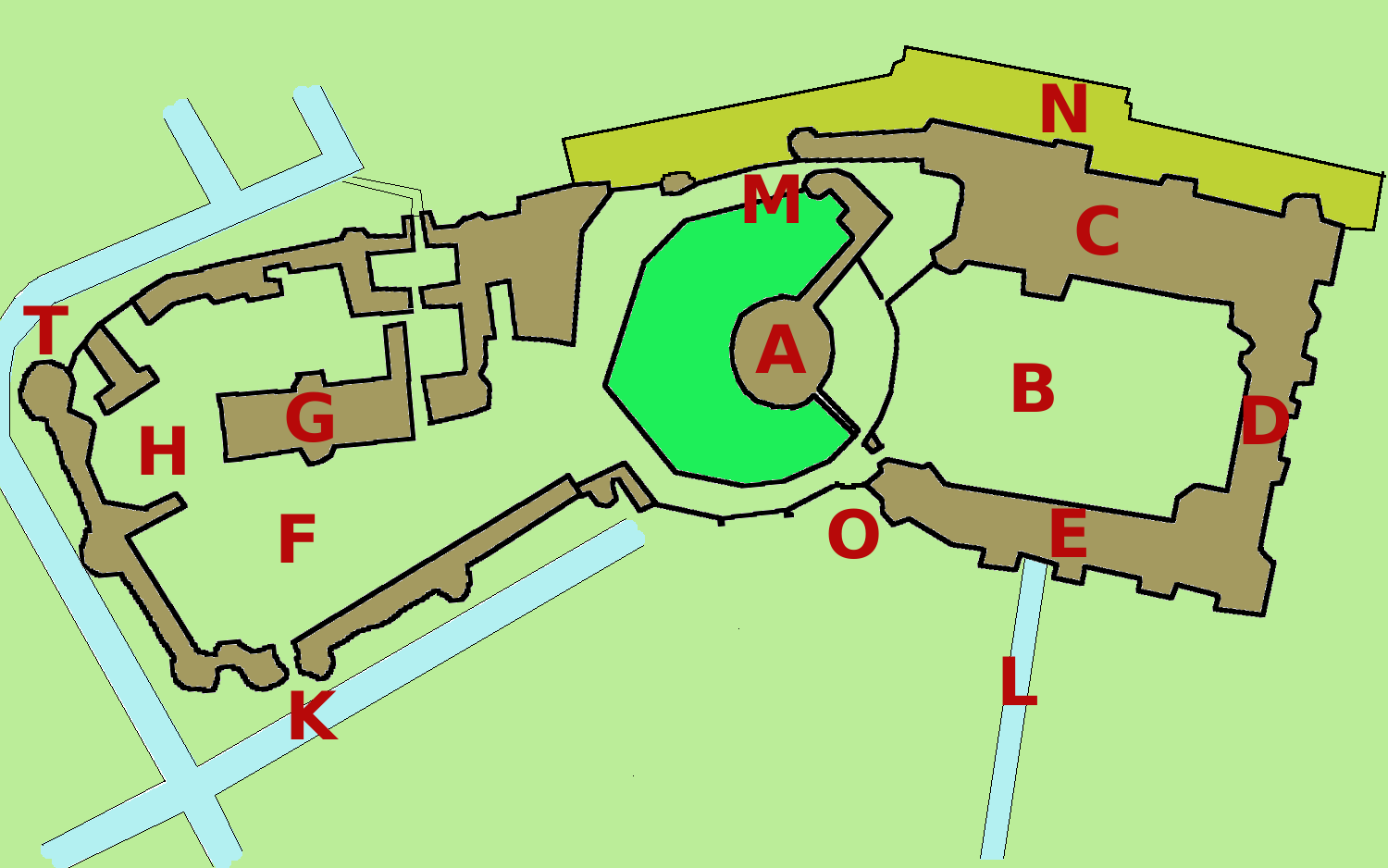
Plan Zamku w Windsorze: A: Okrągła Wieża B: Górny Dziedziniec C: Apartamenty Królewskie D: Prywatne Apartamenty E: Skrzydło Południowe F: Dolny Dziedziniec G: Kaplica św. Jerzego H: Klasztor Podkowy K: Brama Króla Henryka VIII L: Long Walk M: Brama Normańska N: Taras Północny O: Wieża Edwarda III T: The Curfew Tower

Tereny zamku Windsor zajmują powierzchnię 5,3 hektara (13 akrów), i łączą w sobie cechy fortyfikacji, pałacu oraz małego miasta. Współczesny wygląd zamku jest wynikiem sekwencji etapowych projektów budowlanych, których kulminacją były prace rekonstrukcyjne po pożarze w 1992 roku. W swojej istocie stanowi on konstrukcję w stylu georgiańskim i wiktoriańskim, opartą na średniowiecznej strukturze, z elementami gotyckimi reinterpretowanymi w stylu nowoczesnym. Od XIV wieku architektura zamku dąży do współczesnej reinterpretacji dawnych mód i tradycji, wielokrotnie naśladując style przestarzałe, a nawet anachroniczne. W rezultacie, architekt Sir William Whitfield wskazał na architekturę zamku Windsor, określając ją jako posiadającą „pewien element fikcyjny”, gdzie malowniczy i gotycki projekt generuje „wrażenie, jakby wystawiano tu przedstawienie teatralne”, pomimo wysiłków z końca XX wieku, aby odsłonić więcej starszych struktur i zwiększyć poczucie autentyczności. Pomimo pewnej krytyki, architektura i historia zamku zapewniają mu „miejsce wśród największych europejskich pałaców”.

### Dziedziniec Środkowy
W samym sercu zamku Windsor znajduje się Dziedziniec Środkowy, dziedziniec uformowany wokół kopca (motte), sztucznego wzniesienia położonego w centrum dziedzińca. Kopiec ma wysokość 15 metrów (50 stóp) i został usypany z kredy pierwotnie wydobytej z otaczającego go rowu. Wieża strażnicza, zwana Okrągłą Wieżą, znajdująca się na szczycie kopca, bazuje na oryginalnej budowli z XII wieku, podwyższonej o 9,1 metra (30 stóp) na początku XIX wieku przez architekta Jeffry’ego Wyatville’a, w celu uzyskania bardziej imponującej wysokości i sylwetki. Wnętrze Okrągłej Wieży zostało dodatkowo przeprojektowane w latach 1991–1993, aby zapewnić dodatkową przestrzeń dla Królewskich Archiwów, a dodatkowe pomieszczenie zbudowano w przestrzeni powstałej w wyniku pierwotnie pustego nadbudowania Wyatville’a. Okrągła Wieża w rzeczywistości jest daleka od cylindrycznego kształtu ze względu na kształt i strukturę kopca, na którym stoi. Obecna wysokość wieży była krytykowana jako nieproporcjonalna do jej szerokości; na przykład archeolog Tim Tatton-Brown opisał ją jako okaleczenie wcześniejszej średniowiecznej struktury.
Zachodnie wejście do Dziedzińca Środkowego jest obecnie otwarte, a brama prowadzi z dziedzińca na północ, na Taras Północny. Wschodnie wyjście z dziedzińca jest strzeżone przez Bramę Normańską. Pomimo swojej nazwy, ta brama pochodzi z XIV wieku, jest silnie sklepiona i ozdobiona rzeźbieniami – w tym zachowanymi średniowiecznymi maskami lwów, które są tradycyjnymi symbolami majestatu – tworząc imponujące wejście do Dziedzińca Górnego. Wyatville przeprojektował zewnętrzną część bramy, a później, w XIX wieku, wnętrze zostało gruntownie przebudowane do celów mieszkalnych.

### Dziedziniec Górny

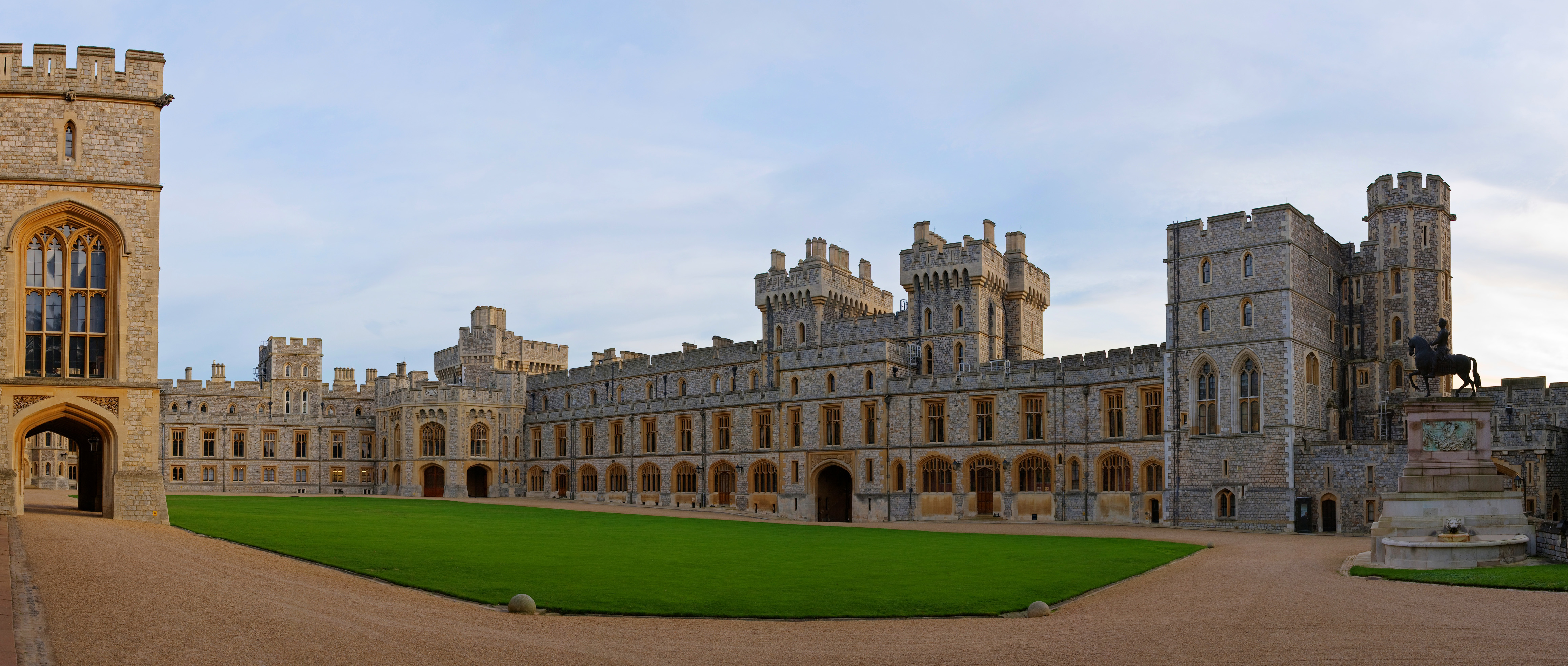
Południowe skrzydło Górnego Dziedzińca, oficjalne wejście do Apartamentów Reprezentacyjnych znajduje się po lewej stronie, wejście monarchy do prywatnych apartamentów jest po lewej stronie, bliżej środka, w rogu, a brama w pobliżu środka prowadzi do Long Walk w Home Parku. Posąg Karola II na koniu znajduje się po prawej stronie.

Dziedziniec Górny zamku Windsor obejmuje szereg ważnych budynków otoczonych murem górnego dziedzińca, tworząc centralny czworobok. Apartamenty Reprezentacyjne ciągną się wzdłuż północnej strony dziedzińca, z szeregiem budynków wzdłuż wschodniego muru, prywatnymi apartamentami królewskimi i Bramą Króla Jerzego IV na południu oraz Wieżą Edwarda III w południowo-zachodnim narożniku. Kopiec i Okrągła Wieża tworzą zachodnią krawędź dziedzińca. U podnóża Okrągłej Wieży znajduje się brązowy posąg Karola II na koniu, inspirowany posągiem Karola I autorstwa Huberta Le Sueura w Londynie. Posąg Karola II w Windsorze został odlany przez Josiasa Ibacha w 1679 roku, z marmurowym cokołem ozdobionym rzeźbieniami Grinlinga Gibbonsa. Dziedziniec Górny przylega do Tarasu Północnego, z widokiem na Tamizę, oraz do Tarasu Wschodniego, z widokiem na Home Park. Oba tarasy zostały zbudowane przez Hugh Maya w XVII wieku. Na Tarasie Wschodnim znajduje się prywatny, formalny ogród różany, założony po raz pierwszy przez Jerzego IV w latach 20. XIX wieku. Obecny ogród został zmodernizowany przez księcia Filipa, po tym, jak był wykorzystywany do produkcji ogródków warzywnych podczas II wojny światowej, pielęgnowanych częściowo przez księżniczki Elżbietę i Małgorzatę. W 2020 roku ogłoszono, że po raz pierwszy od 40 lat ogród zostanie otwarty dla publiczności na ograniczony czas.
Tradycyjnie uważano, że Dziedziniec Górny jest „pod każdym względem wytworem XIX wieku [który] stanowi obraz tego, jak na początku XIX wieku wyobrażano sobie zamek”, co wynika z rozległej przebudowy zamku przez Wyatville’a za panowania Jerzego IV. Mury Dziedzińca Górnego zbudowane są z kamienia z Bagshot Heath, od wewnątrz licowane regularną cegłą, z gotyckimi detalami wykonanymi z żółtego kamienia z Bath. Budynki na Dziedzińcu Górnym charakteryzują się użyciem drobnych kawałków krzemienia w zaprawie do spoinowania, co zapoczątkowano na zamku w XVII wieku, aby nadać mu wygląd podobny do kamiennych murów z różnych okresów. Sylwetka Dziedzińca Górnego, widziana z oddali lub na tle horyzontu, ma być dramatyczna, stanowiąc obraz wysokich wież i blanków. Prace archeologiczne i konserwatorskie po pożarze w 1992 roku pokazały, w jakim stopniu obecna struktura reprezentuje zachowane elementy od oryginalnych murów kamiennych z XII wieku, ukazane w kontekście ostatecznej przebudowy Wyatville’a.

### Apartamenty Reprezentacyjne

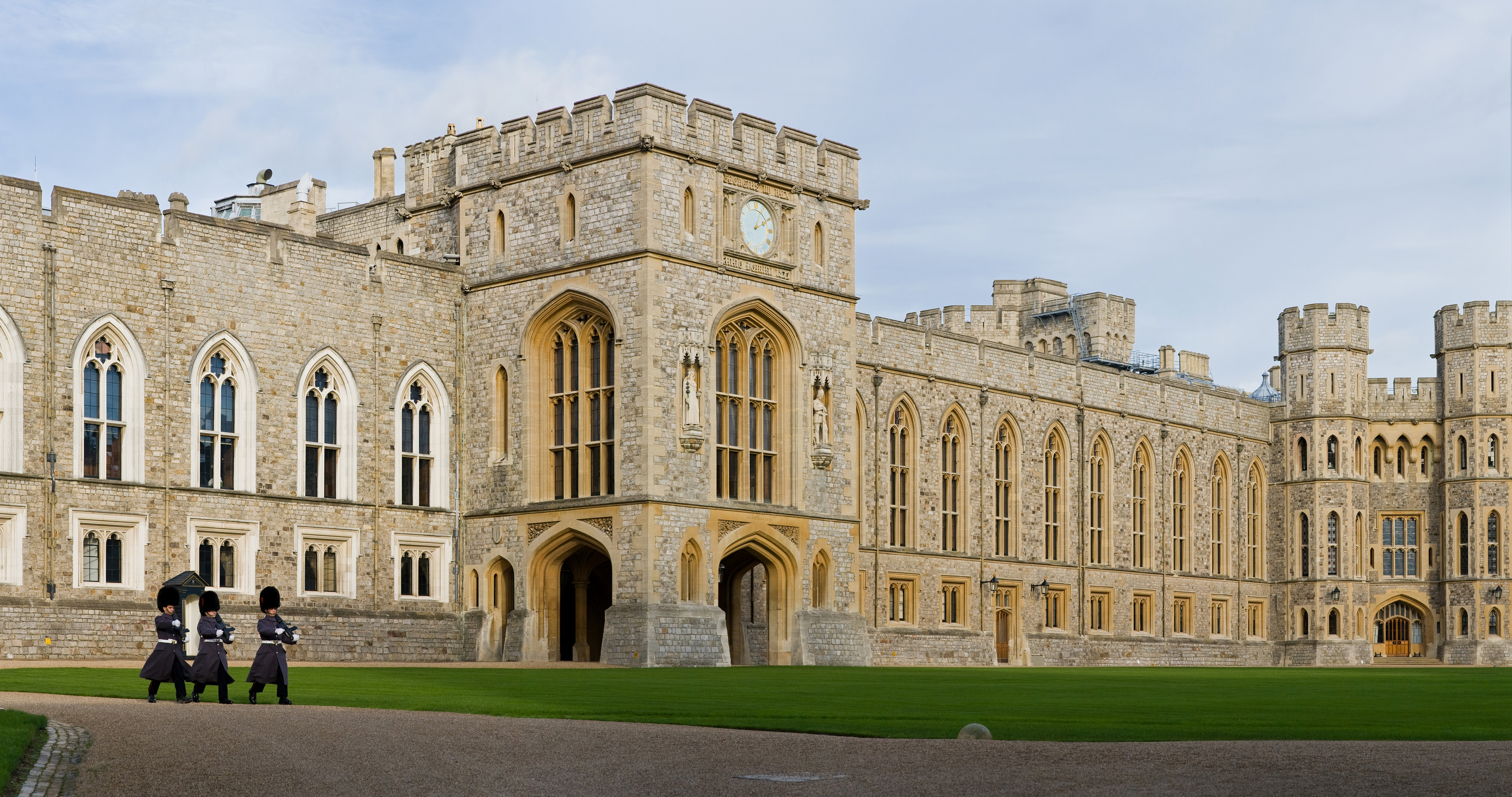
Apartamenty Reprezentacyjne na Górnym Dziedzińcu – (od lewej do prawej) Komnaty Audiencyjne i Prezentacyjne Króla, oficjalne wejście, sala św. Jerzego, wejście dla gości.

Apartamenty Reprezentacyjne stanowią główną część Dziedzińca Górnego i znajdują się wzdłuż północnej strony czworoboku. Współczesny budynek opiera się na średniowiecznych fundamentach założonych przez Edwarda III, przy czym parter obejmuje pomieszczenia służbowe i piwnice, a znacznie okazalsze pierwsze piętro stanowi główną część pałacu. Na pierwszym piętrze układ zachodniej części Apartamentów Reprezentacyjnych jest przede wszystkim dziełem architekta Hugh Maya, natomiast struktura po stronie wschodniej odzwierciedla plany Jeffry’ego Wyatville’a.

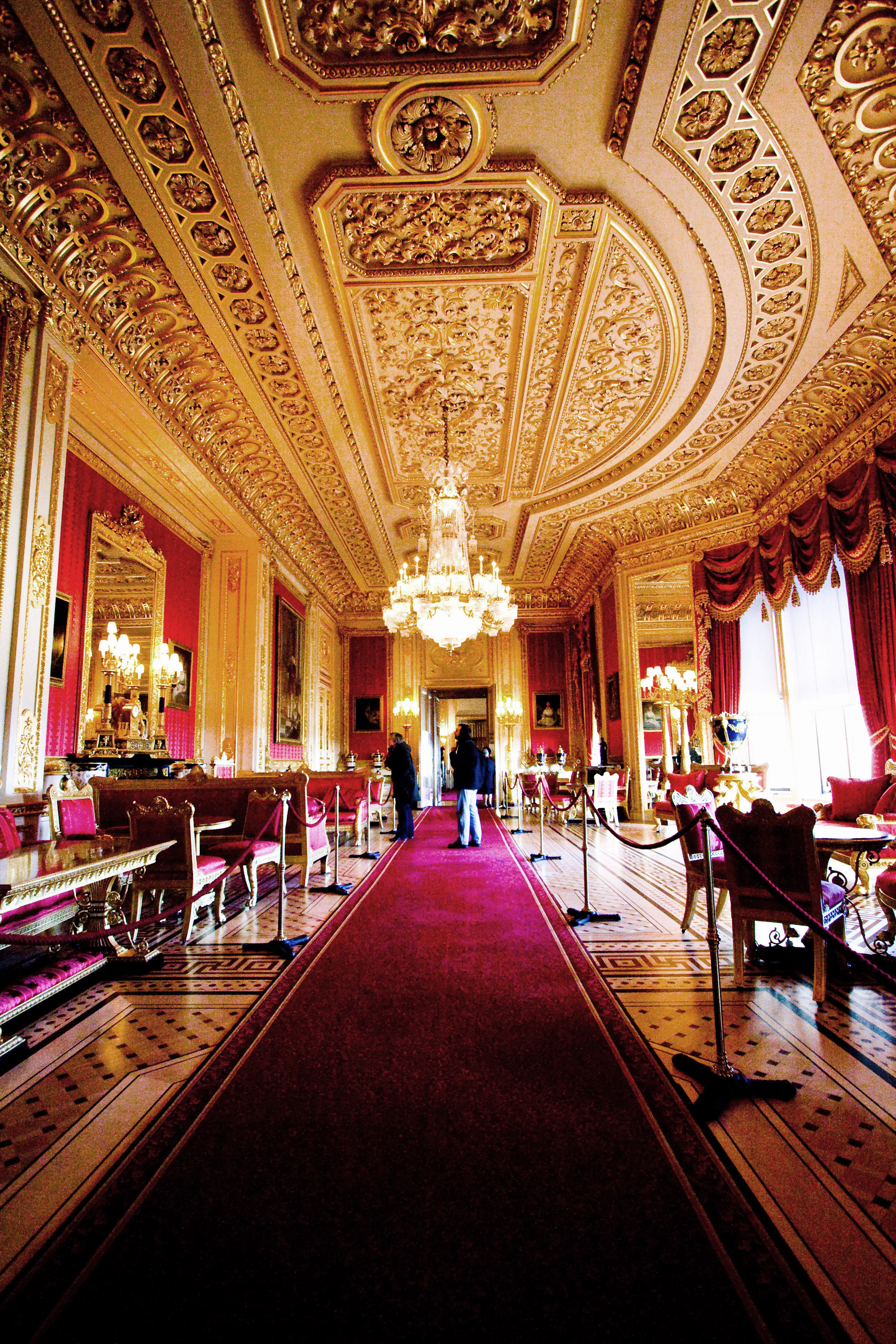
Karmazynowy Salon w 2007 roku, po pożarze w Zamku Windsor w 1992 roku i późniejszej przebudowie.

Wnętrze Apartamentów Reprezentacyjnych zostało w większości zaprojektowane przez Wyatville’a na początku XIX wieku. Wyatville planował, aby każde pomieszczenie ilustrowało określony styl architektoniczny i eksponowało pasujące do niego meble i dzieła sztuki z epoki. Z pewnymi zmianami na przestrzeni lat, koncepcja ta nadal dominuje w apartamentach. Różne pomieszczenia utrzymane są w stylach neoklasycystycznym, gotyckim i rokoko, z elementami stylu jakobińskiego w niektórych miejscach. Wiele pomieszczeń we wschodniej części zamku musiało zostać odrestaurowanych po pożarze w 1992 roku, pomieszczenia zostały odrestaurowane tak, aby wyglądały podobnie do ich pierwotnego wyglądu, ale z użyciem nowoczesnych materiałów i ukryciem nowoczesnych ulepszeń konstrukcyjnych. Pomieszczenia te zostały również częściowo przeprojektowane w tym samym czasie, aby lepiej odpowiadały współczesnym gustom. Historyk sztuki Hugh Roberts pochwalił Apartamenty Reprezentacyjne jako „wspaniałą i niezrównaną sekwencję pomieszczeń powszechnie uważaną za najdoskonalszy i najpełniejszy wyraz późnego gustu georgiańskiego”. Inni, tacy jak architekt Robin Nicolson i krytyk Hugh Pearman, opisali je jako „mdłe” i „wyraźnie nudne”.

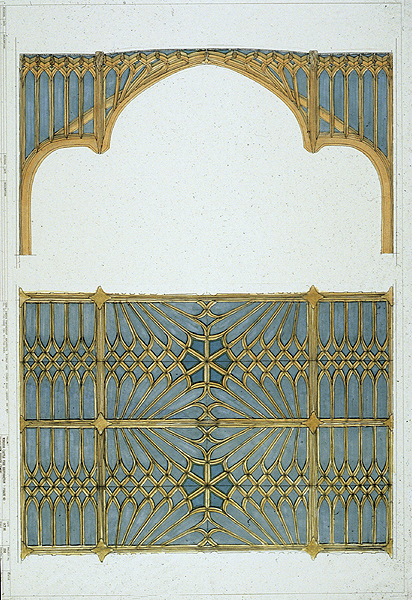
Rysunek nowej prywatnej kaplicy, przedstawiający projekt gotycki autorstwa Gilesa Downesa.

Najbardziej znanymi dziełami Wyatville’a są pomieszczenia zaprojektowane w stylu rokoko. Pomieszczenia te wykorzystują płynne, żartobliwe aspekty tego nurtu artystycznego z połowy XVIII wieku, w tym wiele oryginalnych elementów w stylu Ludwika XV, ale prezentują je w „ogromnie powiększonej” skali. Badania przeprowadzone po pożarze w 1992 roku wykazały jednak, że wiele elementów rokoko w obecnym zamku, pierwotnie uważanych za XVIII-wieczne elementy przeniesione z Carlton House lub Francji, to w rzeczywistości XIX-wieczne imitacje wykonane w stiuku i drewnie, zaprojektowane tak, aby współgrały z elementami oryginalnymi. Sala Wielkich Przyjęć (ang. Grand Reception Room) jest najbardziej prominentnym przykładem tych rokokowych projektów, o długości 30 metrów (100 stóp) i wysokości 12 metrów (40 stóp), zajmując miejsce dawnej wielkiej sali Edwarda III. W sali tej, odrestaurowanej po pożarze, znajduje się ogromny francuski sufit rokokowy, scharakteryzowany przez Iana Constantinidesa, głównego konserwatora, jako posiadający „szorstkość formy i surowość wykonania… całkowicie przyćmione przez sam spektakularny efekt, gdy patrzy się z oddali”. Uzupełnieniem wystroju sali jest zestaw odrestaurowanych francuskich gobelinów z Manufaktury Gobelins. Chociaż dekoracja zawiera mniej złota płatkowego niż w latach 20. XIX wieku, efekt pozostaje „jednym z najwspanialszych przykładów dekoracji okresu regencji”. Biały, Zielony i Karmazynowy Salon zawierają łącznie 62 trofea: rzeźbione, złocone drewniane panele przedstawiające broń i łupy wojenne, wiele z symboliką masońską. Odrestaurowane lub wymienione po pożarze, trofea te słyną z „witalności, precyzji i trójwymiarowości” i zostały pierwotnie sprowadzone z Carlton House w 1826 roku, niektóre importowane z Francji, a inne wyrzeźbione przez Edwarda Wyatta. Tekstylia w tych pomieszczeniach, choć luksusowe, są skromniejsze niż oryginalne z lat 20. XIX wieku, zarówno ze względu na współczesne gusta, jak i koszty.
Projekt Wyatville’a zachowuje trzy pomieszczenia pierwotnie zbudowane przez Maya w XVII wieku we współpracy z malarzem Antonio Verrio i rzeźbiarzem Grinlingiem Gibbonsem. Komnata Audiencyjna Królowej (oryg. Queen’s Presence Chamber), Pokój Audiencyjny Królowej (oryg. Queen’s Audience Chamber) i Jadalnia Królewska (oryg. King’s Dining Room) są zaprojektowane w stylu barokowym, francusko-włoskim, charakteryzującym się „złoconymi wnętrzami wzbogaconymi kwiecistymi malowidłami ściennymi”, który po raz pierwszy pojawił się w Anglii między 1648 a 1650 rokiem w Wilton House. Obrazy Verrio są „przepojone aluzjami do średniowiecza” i motywami klasycznymi. Pomieszczenia te miały na celu ukazanie innowacyjnego angielskiego „barokowego połączenia” dotychczas oddzielnych dziedzin sztuki: architektury, malarstwa i rzeźby.

### Dolny Dziedziniec

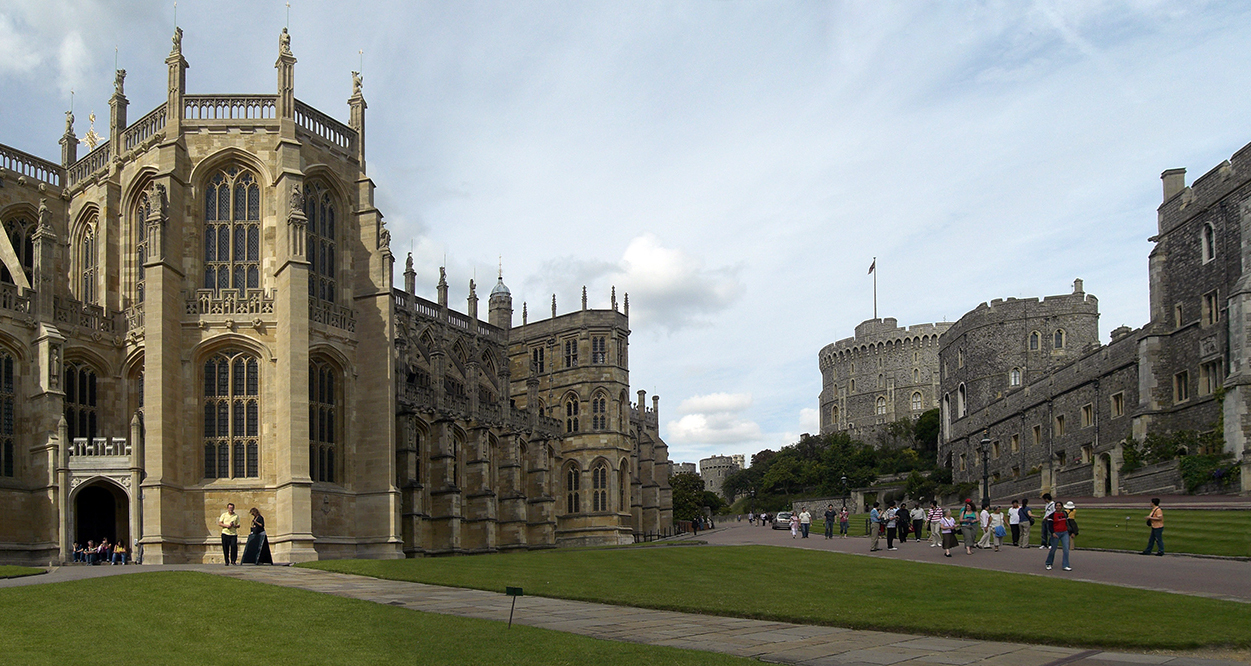
Dolny Dziedziniec (od lewej do prawej) Kaplica św. Jerzego, Lady Chapel, Okrągła Wieża, kwatery Rycerzy Wojskowych, rezydencja Gubernatora Rycerzy Wojskowych Windsoru.

Dolny Dziedziniec leży poniżej i na zachód od Okrągłej Wieży, a dostęp do niego prowadzi przez Bramę Normandzką. Pierwotnie w dużej mierze o średniowiecznym układzie, większość Dolnego Dziedzińca została odnowiona lub przebudowana w połowie okresu wiktoriańskiego przez Anthony’ego Salvina i Edwarda Blore'a, aby utworzyć „spójną kompozycję gotycką”. Na Dolnym Dziedzińcu znajduje się Kaplica Świętego Jerzego i większość budynków związanych z Orderem Podwiązki.
Po północnej stronie Dolnego Dziedzińca znajduje się Kaplica Świętego Jerzego. Ten ogromny budynek jest duchowym domem Orderu Podwiązki i pochodzi z przełomu XV i XVI wieku, zaprojektowany w stylu gotyku wertykalnego. Ozdobne drewniane stalle chóru pochodzą z XV wieku, zostały odrestaurowane i rozbudowane przez Henry’ego Emlyna pod koniec XVIII wieku i są ozdobione unikalnym zestawem mosiężnych tablic przedstawiających herby Rycerzy Podwiązki na przestrzeni ostatnich sześciu wieków. Po zachodniej stronie kaplica posiada okazałe wiktoriańskie drzwi i schody, wykorzystywane podczas uroczystości. Wschodnie okno witrażowe jest wiktoriańskie, a okno wykuszowe po jego północnej stronie zostało zbudowane przez Henryka VIII dla Katarzyny Aragońskiej. W krypcie przed ołtarzem spoczywają szczątki Henryka VIII, Jane Seymour i Karola I, a w pobliżu pochowany jest Edward IV. Historyk John Robinson uważa kaplicę za „jedno z najwybitniejszych osiągnięć angielskiego gotyku wertykalnego”.

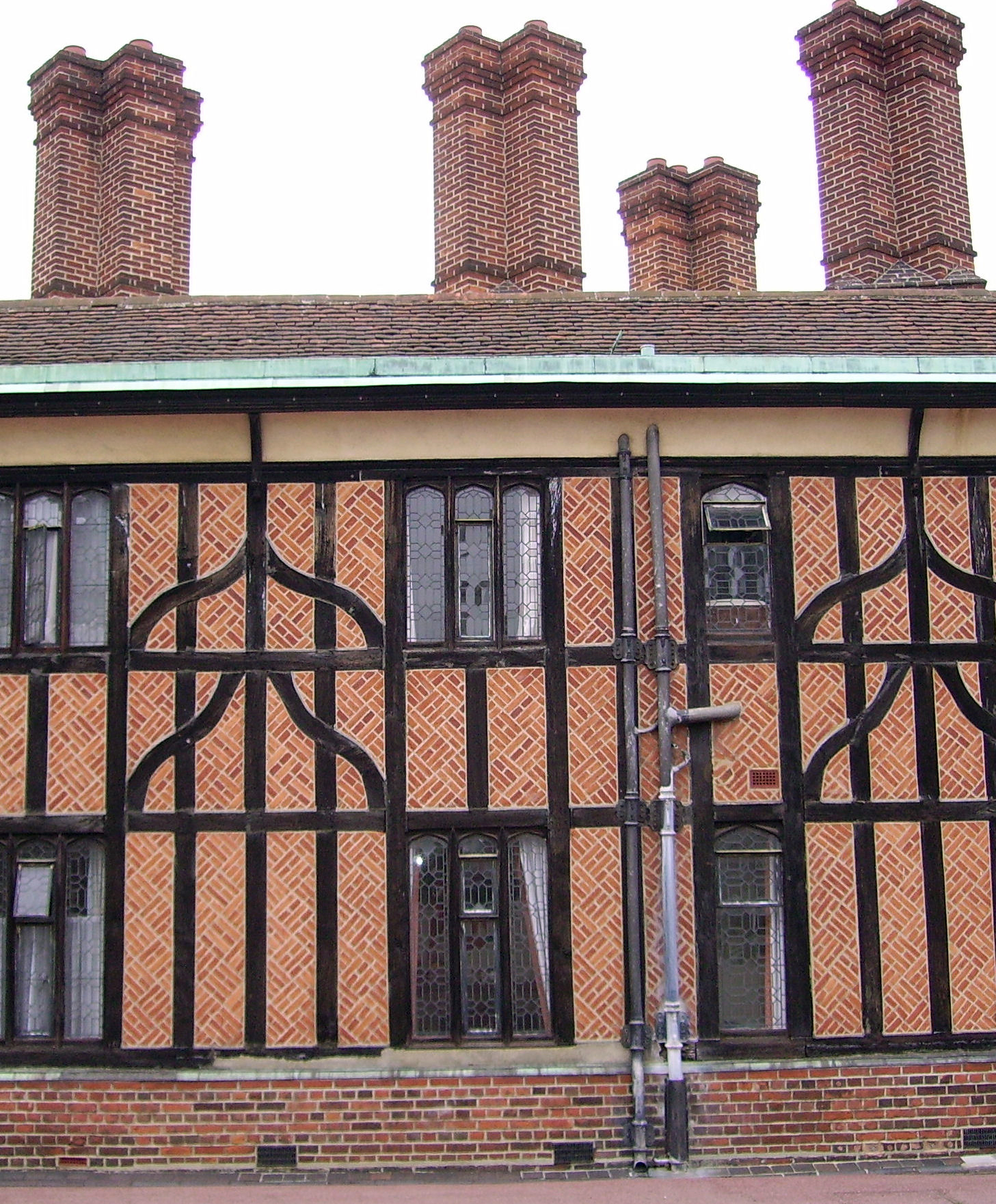
Horseshoe Cloister, zbudowany w 1480 roku i przebudowany w XIX wieku.

Na wschodnim krańcu Kaplicy Świętego Jerzego znajduje się Kaplica Mariacka (Lady Chapel), pierwotnie zbudowana przez Henryka III w XIII wieku i przekształcona w Kaplicę Pamięci Alberta (org. Albert Memorial Chapel) w latach 1863–1873 przez George’a Gilberta Scotta. Zbudowana dla upamiętnienia księcia Alberta, bogato zdobiona kaplica zawiera liczne dekoracje i dzieła z marmuru, mozaiki szklanej i brązu autorstwa Henriego de Triqueti, Susan Durant, Alfreda Gilberta i Antonio Salviatiego. Wschodnie drzwi kaplicy, pokryte ozdobnymi elementami żelaznymi, są oryginalnymi drzwiami z 1246 roku.
Na zachodnim krańcu Dolnego Dziedzińca znajduje się Klasztor Podkowy (ang. Horseshoe Cloister)Wzniesiony około 1480 roku, pierwotnie służył jako miejsce zamieszkania duchowieństwa związanego z Kaplicą Świętego Jerzego. Charakterystyczny, zakrzywiony kształt budowli, wzniesionej z cegły i drewna, interpretowany jest jako nawiązanie do pęciny (łac. fetlock) – stawu pęcinowego konia, stanowiącego jeden z symboli heraldycznych Edwarda IV. Gilbert Scott gruntownie odrestaurował budynek w 1871 roku i niewiele pozostało z pierwotnej konstrukcji. Inne budynki, pierwotnie zbudowane przez Edwarda III, stoją obok Podkowy i charakteryzują się kamiennymi maswerkami w stylu gotyku wertykalnego. Od 2011 roku są one wykorzystywane jako biura, biblioteka oraz domy dziekana i kanoników.
Za Klasztorem Podkowy znajduje się Wieża Kurantowa (and. Curfew Tower), będąca jednym z najstarszych zachowanych elementów Dolnego Dziedzińca, datowanym na XIII wiek. Wewnątrz wieży znajduje się dawny loch oraz pozostałości furty wypadowej, tajnego wyjścia dla mieszkańców w czasie oblężenia. Na wyższej kondygnacji znajdują się dzwony zamkowe, umieszczone tam w 1478 roku, oraz zegar zamkowy z 1689 roku. Stożkowy dach w stylu francuskim jest XIX-wieczną próbą Anthony’ego Salvina, mającą na celu przebudowę wieży na wzór rekonstrukcji Carcassonne autorstwa Eugène’a Viollet-le-Duc.
Po przeciwnej stronie kaplicy znajduje się szereg budynków, w tym kwatery Rycerzy Wojskowych oraz rezydencja Gubernatora Rycerzy Wojskowych. Budynki te pochodzą z XVI wieku i są nadal użytkowane przez rycerzy, którzy reprezentują Order Podwiązki w każdą niedzielę. Po południowej stronie dziedzińca znajduje się brama króla Henryka VIII, na której widnieje herb Katarzyny Aragońskiej i która stanowi drugorzędne wejście do zamku.

### Park i otoczenie
Położenie Zamku Windsor na stromym terenie sprawiło, że zamkowe ogrody mają ograniczony rozmiar. Ogrody zamkowe rozciągają się na wschód od Górnego Dziedzińca, poprzez XIX-wieczny taras. Zamek Windsor otoczony jest rozległymi terenami parkowymi. Bezpośredni obszar rozciągający się na wschód od zamku jest XIX-wiecznym założeniem znanym jako Home Park. Home Park obejmuje obszary parkowe, dwa funkcjonujące gospodarstwa rolne oraz zespół zabudowań mieszkalnych, z których większość zajmują pracownicy związani z administracją i utrzymaniem posiadłości. W obrębie parku znajduje się również posiadłość Frogmore Estate. The Long Walk, dwurzędowa aleja drzew, biegnie na południe od zamku na długość 2,65 mili (4,26 km) i ma 240 stóp (73 m) szerokości. Pierwotne wiązy z XVII wieku zostały zastąpione naprzemiennie kasztanowcami i platanami. Skutki holenderskiej choroby wiązów doprowadziły do zakrojonych na szeroką skalę nasadzeń po 1945 roku.
Home Park przylega do północnego krańca rozleglejszego Windsor Great Park, zajmując około 2020 ha (5000 akrów) i obejmując jedne z najstarszych lasów liściastych w Europie. W Home Park, na północ od zamku, znajduje się prywatna szkoła, St George’s School, która zapewnia chórzystów do kaplicy. Eton College jest położone około 800 m (pół mili) od zamku, po drugiej stronie Tamizy.

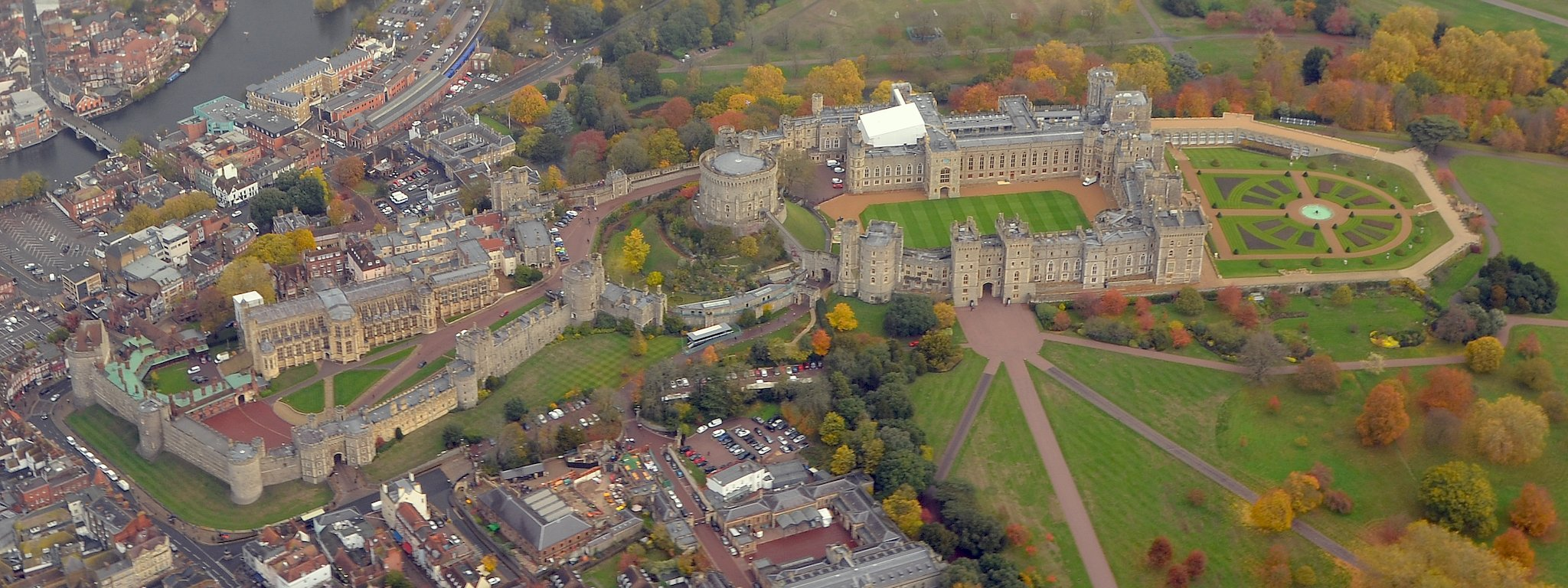
Widok lotniczy zamku od południa, od lewej do prawej: Dolny Dziedziniec i Kaplica św. Jerzego, Środkowy Dziedziniec i Okrągła Wieża, Górny Dziedziniec i Ogród Tarasu Wschodniego, z Long Walk w prawym dolnym rogu. Tamizę można zobaczyć w lewym górnym rogu zdjęcia.

## Historia

### XI i XII wiek

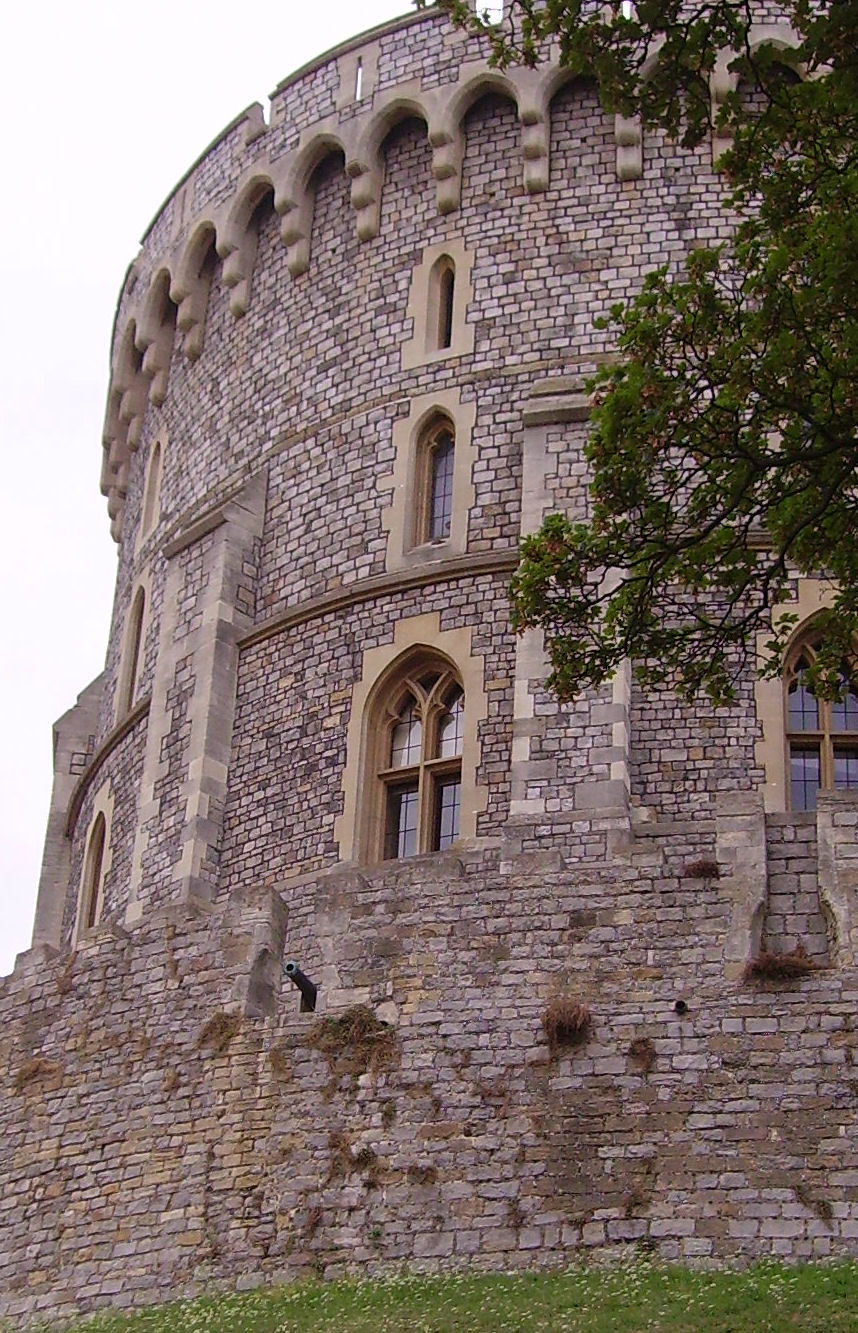
Okrągła Wieża na Środkowym Dziedzińcu została zbudowana przez Henryka II i przebudowana w XIX wieku.

Zamek Windsor został pierwotnie zbudowany przez Wilhelma Zdobywcę w dekadzie po podboju Normanów w 1066 roku. Wilhelm ustanowił obronny pierścień zamków typu motte wokół Londynu. Każdy z nich znajdował się w odległości jednego dnia marszu, około 20 mil (32 km), od miasta i od następnego zamku, co umożliwiało łatwe wzmocnienia w razie kryzysu. Zamek Windsor, jedna z tych fortyfikacji, był strategicznie ważny ze względu na swoje bliskie położenie zarówno nad Tamizą, kluczową średniowieczną drogą do Londynu, jak i w pobliżu Windsor Great Park, królewskiego rezerwatu łowieckiego, wcześniej używanego przez saksońskich królów. Pobliska osada Clewer, była starą rezydencją saksońską. Pierwotny drewniany zamek składał się z wieży na szczycie usypanego kopca, chronionego przez mały mur obronny, zajmującego urwisko, wznoszące się 30 m nad rzeką. Drugi drewniany wał obronny został zbudowany na wschód od wieży, tworząc późniejszy Górny Dziedziniec. Do końca wieku zbudowano kolejny wał obronny na zachodzie, tworząc podstawowy kształt współczesnego zamku. Pod względem projektu Windsor najbardziej przypominał zamek Arundel, kolejną potężną wczesną fortyfikację normańską, ale podwójny wał obronny znajdował się również w zamkach Rockingham i Alnwick.
Windsor początkowo nie był używany jako rezydencja królewska. Wcześni królowie normandzcy woleli korzystać z dawnego pałacu Edwarda Wyznawcy w wiosce Old Windsor. Pierwszym królem, który używał zamku Windsor jako rezydencji, był Henryk I, który obchodził Zesłanie Ducha Świętego na zamku w 1110 roku w okresie wzmożonego poczucia zagrożenia. Ślub Henryka z Adelą, córką Gotfryda VI Brodatego, odbył się na zamku w 1121 roku. W tym okresie wieża uległa znacznemu zawaleniu – dowody archeologiczne wskazują, że południowa strona kopca osiadła o ponad 2 m. Wbito drewniane pale, aby podeprzeć kopiec, a stara drewniana wieża została zastąpiona nową, kamienną, z prawdopodobną bramą na północny wschód i nową, kamienną studnią. Następnie do wieży dobudowano niski mur obronny.
Henryk II wstąpił na tron w 1154 roku i prowadził szeroko zakrojone prace budowlane w Windsorze między 1165 a 1179 rokiem. Henryk zastąpił drewnianą palisadę otaczającą górny dziedziniec kamiennym murem, w którym rozmieszczono kwadratowe wieże, oraz zbudował pierwszą Bramę Królewską. Pierwsza kamienna wieża ucierpiała z powodu osiadania, a w kamiennej konstrukcji południowej strony zaczęły pojawiać się pęknięcia. Henryk II, modernizując zamek, wymienił dotychczasową wieżę na nową, również kamienną, otoczoną murem typu chemise. Nowa konstrukcja została jednak nieco odsunięta od krawędzi kopca, a to ze względu na problemy z osiadaniem gruntu. Dodatkowo, od strony południowej, gdzie występowały największe problemy ze stabilnością, król kazał wzmocnić fundamenty, by zapewnić budowli solidne podparcie. Wewnątrz zamku Henryk przebudował królewskie komnaty. Do większości prac użyto kamienia z Bagshot Heath, a do budynków wewnętrznych kamienia z Bedfordshire.

### XIII wiek

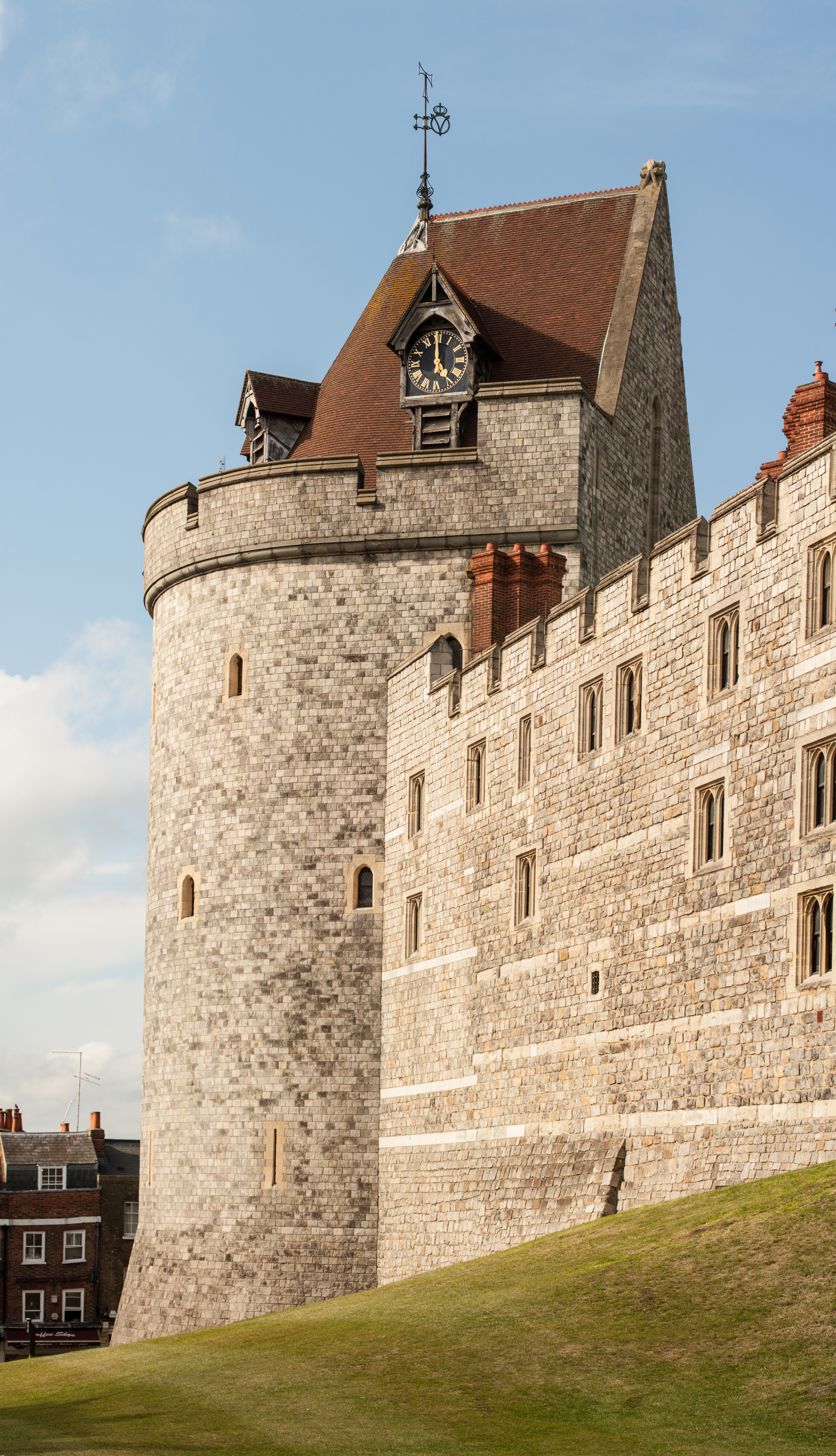
Curfew Tower na Dolnym Dziedzińcu została zbudowana przez Henryka III i przebudowana w XIX wieku.

Król Jan podjął pewne prace budowlane w Windsorze, ale dotyczyły one głównie komnat mieszkalnych, a nie fortyfikacji. Zamek odegrał rolę podczas buntu baronów angielskich. Zamek był oblegany w 1214 roku, a Jan używał go jako swojej bazy podczas negocjacji przed podpisaniem Magna Charta Libertatum w pobliskim Runnymede w 1215 roku. W 1216 roku zamek był ponownie oblegany przez wojska baronów i Francuzów pod dowództwem hrabiego de Nevers, ale konstabl Jana, Engelard de Cigogné, z powodzeniem go bronił.
Szkody wyrządzone zamkowi podczas drugiego oblężenia zostały natychmiast naprawione w latach 1216 i 1221 przez Cigogné w imieniu następcy Jana, Henryka III, który dodatkowo wzmocnił obronę. Mury Dolnego Dziedzińca zostały przebudowane na kamienne, wraz z budynkiem w miejscu przyszłej Bramy Henryka VIII, między 1224 a 1230 rokiem. Zbudowano trzy nowe wieże: Curfew, Podwiązki i Salisbury. Środkowy Dziedziniec został znacznie wzmocniony południowym murem kamiennym, chronionym przez nowe wieże Edwarda III i Henryka III na obu końcach.
Zamek Windsor był jedną z trzech ulubionych rezydencji Henryka III, który inwestował w królewskie komnaty z dużym rozmachem, wydając w Windsorze więcej pieniędzy niż w którejkolwiek innej ze swoich posiadłości. Po ślubie z Eleonorą Prowansalską, Henryk zbudował luksusowy pałac w latach 1240–1263, skupiony wokół dziedzińca wzdłuż północnej strony Górnego Dziedzińca. Był on przeznaczony głównie dla królowej i dzieci Henryka. W Dolnym Dziedzińcu król nakazał budowę szeregu budynków na własny użytek wzdłuż południowego muru, w tym kaplicę o długości 21 m, później nazwaną Lady Chapel. Była to najwspanialsza z licznych kaplic zbudowanych na jego własny użytek, porównywalna pod względem wielkości i jakości z Sainte-Chapelle w Paryżu. Henryk naprawił Wielką Salę, która znajdowała się wzdłuż północnej strony Dolnego Dziedzińca i powiększył ją o nową kuchnię oraz zbudował zadaszony chodnik między Salą a kuchnią. Prace Henryka charakteryzowały się religijnym charakterem bogatych dekoracji, które stanowiły „jeden z punktów szczytowych angielskiej sztuki średniowiecznej”. Przebudowa kosztowała ponad 10 000 funtów. Rezultatem był podział zamku na bardziej prywatny Górny Dziedziniec i Dolny Dziedziniec poświęcony publicznemu obliczu monarchii. W XIII wieku na zamku prowadzono niewiele dalszych prac budowlanych. Wielka Sala w Dolnym Dziedzińcu została zniszczona przez pożar w 1296 roku, ale nie została odbudowana.

### XIV wiek

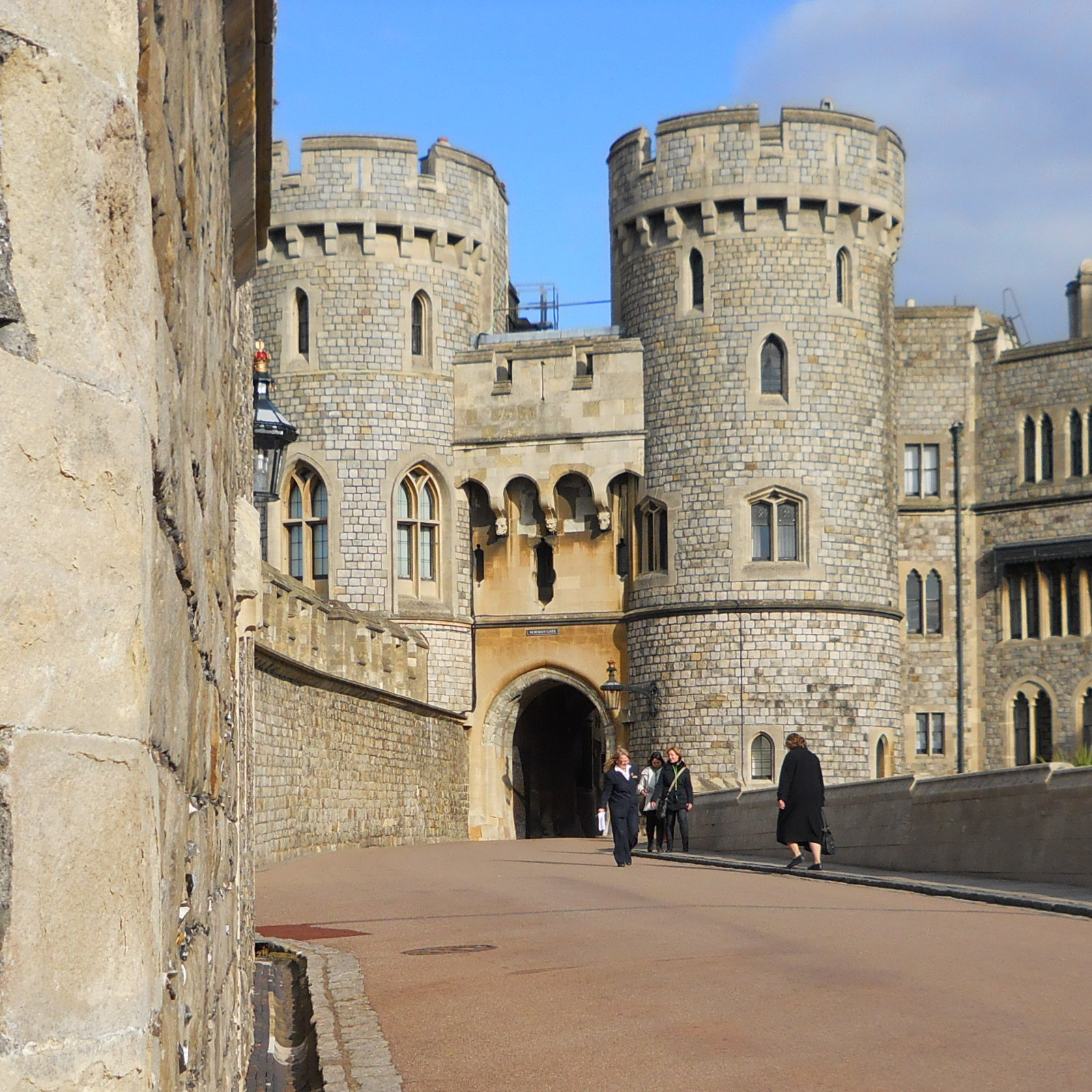
Brama Normańska została zbudowana przez Edwarda III i przebudowana w XIX wieku.

Edward III urodził się na zamku Windsor i intensywnie z niego korzystał przez całe swoje panowanie. W 1344 roku król ogłosił założenie nowego Orderu Okrągłego Stołu na zamku. Edward rozpoczął budowę nowego budynku na zamku, aby gościć ten order, ale nigdy nie został on ukończony. Kronikarze opisywali go jako okrągły budynek o średnicy 61 m, który prawdopodobnie znajdował się w centrum Górnego Dziedzińca. Wkrótce potem Edward porzucił nowy order z przyczyn, które pozostają niejasne, i zamiast tego ustanowił Order Podwiązki, ponownie z zamkiem Windsor jako siedzibą, wraz z przynależnymi mu rycerzami Windsoru. W ramach tego procesu Edward postanowił przebudować zamek Windsor, w szczególności pałac Henryka III, próbując zbudować zamek, który byłby symbolem królewskiej władzy i rycerskości. Edward był pod wpływem zarówno militarnych sukcesów swojego dziadka, Edwarda I, jak i upadku autorytetu królewskiego za czasów jego ojca, Edwarda II, i zamierzał stworzyć innowacyjną, „świadomie estetyczną, muskularną, wojenną architekturę”.
Edward powierzył Williamowi z Wykeham ogólny nadzór nad przebudową i projektem nowego zamku, a podczas prac Edward przebywał w tymczasowym zakwaterowaniu w Okrągłej Wieży. W latach 1350–1377 Edward wydał 51 000 funtów na renowację zamku Windsor. Była to największa kwota wydana przez jakiegokolwiek średniowiecznego monarchę angielskiego na pojedynczą operację budowlaną i ponad półtora raza większa od typowego rocznego dochodu Edwarda wynoszącego 30 000 funtów. Niektóre koszty zamku zostały pokryte z wpływów z okupów po zwycięstwach Edwarda w bitwach pod Crécy, Calais i Poitiers. Zamek w Windsorze był już znaczącym budynkiem, zanim Edward rozpoczął jego rozbudowę, co czyni inwestycję tym bardziej imponującą, a wiele wydatków przeznaczono na bogate wyposażenie. Zamek był „najdroższym świeckim projektem budowlanym w całych średniowieczu w Anglii”.
Nowy pałac Edwarda składał się z trzech dziedzińców: Małego Klasztoru (Little Cloister), Klasztoru Królewskiego (King’s Cloister) i Dziedzińca Kuchennego (Kitchen Court). Od frontu pałacu rozciągał się kompleks St George’s Hall, który łączył nowy hall i nową kaplicę. Kompleks ten posiadał dwie symetryczne bramy: Spicerie Gatehouse i Kitchen Gatehouse. Spicerie Gatehouse stanowiła główne wejście do pałacu, natomiast druga brama prowadziła bezpośrednio na dziedziniec kuchenny. Wielka sala posiadała liczne, duże okna wychodzące na dziedziniec. Kompleks charakteryzował się nietypową, jednolitą linią dachu i, z wyższym dachem niż reszta pałacu. Rose Tower, zaprojektowana do prywatnego użytku króla, zamykała zachodni narożnik kompleksu. Rezultatem był „wielki i pozornie architektonicznie jednolity pałac… jednolity pod każdym względem, jeśli chodzi o linię dachu, wysokość okien, linię gzymsu, wysokość podłóg i sufitów”. Elementy obronne miały charakter głównie pokazowy, prawdopodobnie po to, by zapewnić tło dla turniejów pomiędzy dwiema połowami Orderu Podwiązki.
Edward rozbudował kolejne luksusowe, samodzielne kwatery dla swojego dworu wokół wschodniej i południowej strony Górnego Dziedzińca, tworząc współczesny kształt czworoboku. Brama Normańska (Norman Gate) została zbudowana, aby zabezpieczyć zachodnie wejście do dziedzińca. Na dolnym dziedzińcu kaplica została powiększona i przebudowana wraz z okazałymi budynkami dla kanoników wzniesionymi obok. Najwcześniejszy w Anglii mechaniczny zegar wagowy został zainstalowany przez Edwarda III w Okrągłej Wieży (Round Tower) w 1354 roku. William z Wykeham kontynuował budowę New College w Oksfordzie i Winchester College, gdzie wpływ Zamku Windsor jest łatwo zauważalny.
Nowy zamek był wykorzystywany do przetrzymywania francuskich jeńców wziętych w bitwie pod Poitiers w 1357 roku, w tym króla Jana II, który był przetrzymywany za znaczny okup. Później w tym stuleciu zamek zyskał również uznanie Ryszarda II. Ryszard przeprowadził prace restauracyjne w kaplicy św. Jerzego, a prace te były prowadzone przez Geoffreya Chaucera, który pełnił funkcję dyplomaty i urzędnika Prac Królewskich Prac.

### XV wiek

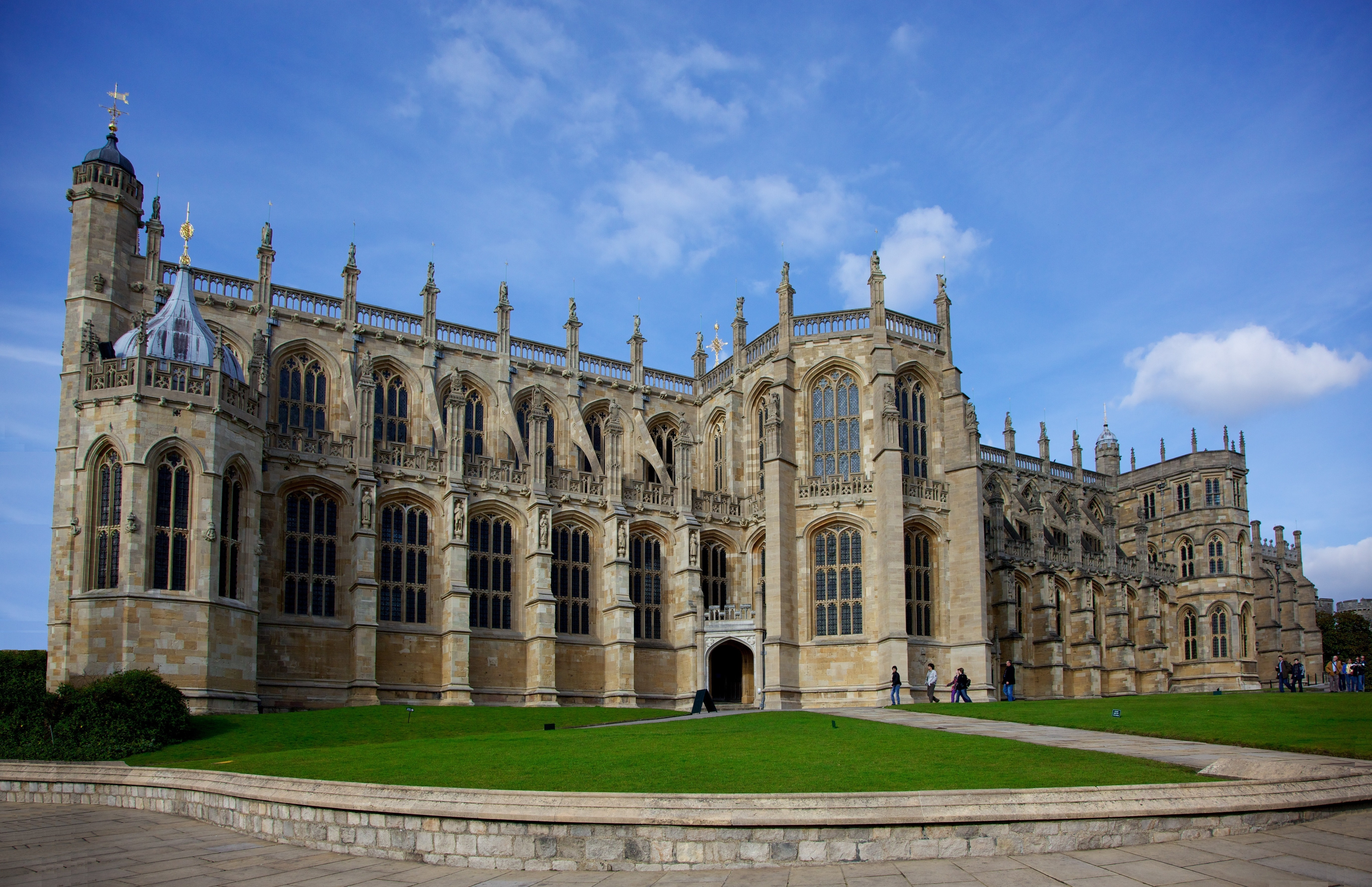
Kaplica św. Jerzego w Windsorze

Zamek Windsor cieszył się nadal łaską monarchów w XV wieku, pomimo narastającej przemocy politycznej. Henryk IV zajął zamek podczas swojego zamachu stanu w 1399 roku, chociaż nie udało mu się schwytać Ryszarda II, który uciekł do Londynu. Za panowania Henryka V zamek gościł wizytę cesarza Świętego Cesarstwa Rzymskiego w 1417 roku, co było ogromnym wydarzeniem dyplomatycznym, które do granic możliwości wykorzystało możliwości zakwaterowania zamku.
W połowie XV wieku Anglia była coraz bardziej podzielona między rywalizujące frakcje królewskie Lancasterów i Yorków. Zamki, takie jak Windsor, nie odegrały decydującej roli podczas wynikających z tego Wojna Dwóch Róż (1455–1485), które toczyły się głównie w formie bitew polowych między rywalizującymi frakcjami. Henryk VI, urodzony na zamku Windsor i znany jako Henryk z Windsoru, został królem w wieku zaledwie dziewięciu miesięcy. Jego długi okres małoletności, w połączeniu z narastającymi napięciami między zwolennikami Henryka z Lancasteru a Yorkami, odwrócił uwagę od Windsoru. Uroczystości Orderu Podwiązki (Garter Feasts) i inne ceremonialne aktywności na zamku stały się rzadsze i mniej licznie uczęszczane.
Edward IV przejął władzę w 1461 roku. Kiedy Edward schwytał żonę Henryka, Małgorzatę Andegaweńską, została ona sprowadzona z powrotem i osadzona w zamku. Edward zaczął odnawiać Order Podwiązki i zorganizował szczególnie wystawną ucztę w 1472 roku. Edward rozpoczął budowę obecnej kaplicy św. Jerzego w 1475 roku, co spowodowało rozebranie kilku starszych budynków na Dolnym dziedzińcu. Budując okazałą kaplicę, Edward IV dążył do zademonstrowania, że jego nowa dynastia, Yorków, jest trwałym i prawowitym władcą Anglii, a także mógł próbować celowo rywalizować z podobną kaplicą, którą Henryk VI nakazał zbudować w pobliskim Eton College. Ryszard III krótko korzystał z zamku Windsor przed swoją klęską w bitwie pod Bosworth Field w 1485 roku, ale kazał przenieść ciało Henryka VI z opactwa Chertsey w Surrey do zamku, aby pielgrzymi mogli je łatwiej odwiedzać.

### XVI wiek

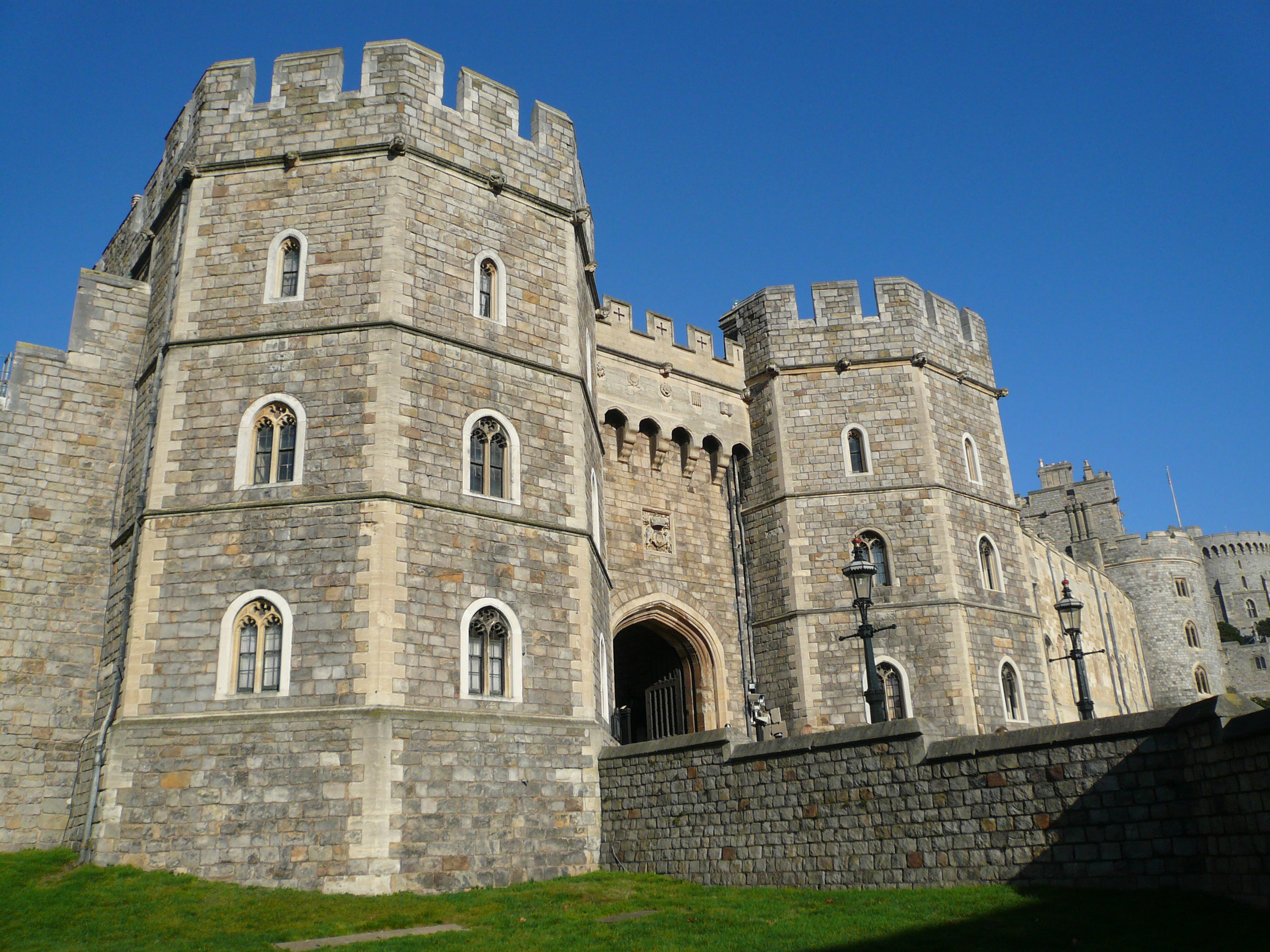
Brama Henryka VIII na Dolnym Dziedzińcu

Henryk VIII lubił Zamek Windsor, jako młody człowiek „ćwicząc się codziennie w strzelaniu, śpiewie, tańcu, zapasach, rzucaniu drągiem, grze na flecie, wirginale, w komponowaniu pieśni i tworzeniu ballad”. Tradycja uczt Orderu Podwiązki była podtrzymywana i stawała się coraz bardziej ekstrawagancka. Wielkość orszaku królewskiego odwiedzającego Windsor musiała zostać ograniczona ze względu na rosnącą liczbę osób. Podczas Pielgrzymki Łaski, ogromnego powstania w północnej Anglii przeciwko rządom Henryka w 1536 roku, król wykorzystał Windsor jako bezpieczną bazę na południu, z której mógł kierować swoją odpowiedzią militarną<. W okresie Tudorów Windsor był również wykorzystywany jako bezpieczne schronienie w przypadku pojawienia się zarazy w Londynie.
Henryk przebudował główne wejście do zamku około 1510 roku i zbudował kort tenisowy u podnóża kopca. Zbudował również długi taras, zwany North Wharf, wzdłuż zewnętrznego muru, wykonany z drewna, został zaprojektowany tak, aby zapewnić imponujący widok na Tamizę poniżej. Projekt obejmował zewnętrzne schody prowadzące do apartamentów króla, co uczyniło życie monarchy wygodniejszym kosztem znacznego osłabienia obrony zamku. Na początku swojego panowania Henryk podarował wschodnią kaplicę kardynałowi Wolseyowi na przyszłe mauzoleum. Benedetto da Rovezzano przekształcił znaczną część tego w projekt włoskiego renesansu, zanim upadek Wolseya położył kres projektowi, a współcześni szacowali, że na prace wydano około 60 000 funtów (295 milionów funtów w 2008 roku). Henryk kontynuował projekt, ale pozostał on niedokończony, kiedy sam został pochowany w kaplicy, podczas uroczystego pogrzebu w 1547 roku.

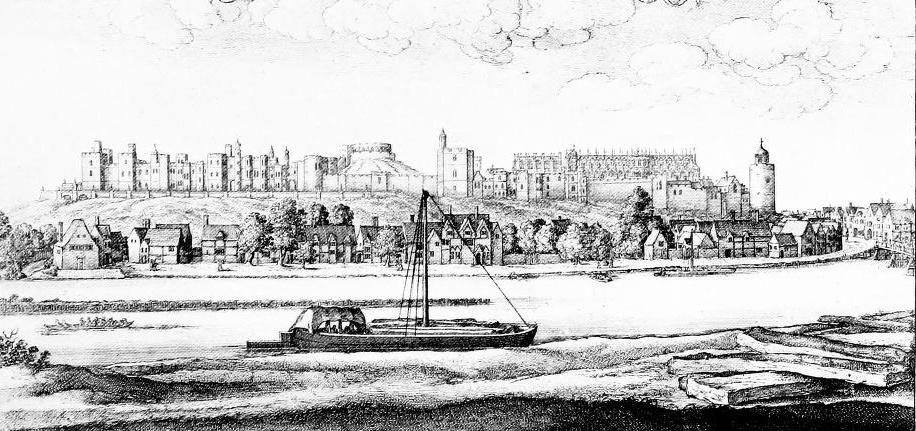
Zamek Windsor w latach 70. XVII wieku, widziany zza Tamizy, ukazujący Taras Północny (po lewej), zbudowany przez Elżbietę I w XVI wieku, oraz stromy, obronny teren na północ od zamku.

Edward VI nie podzielał entuzjazmu swojego ojca dla zamku Windsor. Protestantyzm Edwarda skłonił go do uproszczenia ceremonii Orderu Podwiązki, zaprzestania corocznej uczty orderu w Windsorze i usunięcia wszelkich oznak praktyk katolickich w zakonie. Podczas buntów i niepokojów politycznych w 1549 roku, Windsor ponownie był wykorzystywany jako bezpieczne schronienie dla króla i księcia Somerset. Edward słynnie skomentował podczas pobytu na zamku Windsor w tym okresie: „Wydaje mi się, że jestem w więzieniu, nie ma tu galerii ani ogrodów, w których można by spacerować”. Zarówno za czasów Edwarda, jak i jego siostry, Marii I, kontynuowano pewne ograniczone prace budowlane na zamku, w wielu przypadkach wykorzystując zasoby odzyskane z angielskich opactw. Doprowadzono wodę do Górnego Dziedzińca, aby stworzyć fontannę. Maria rozbudowała również budynki wykorzystywane przez rycerzy, wykorzystując kamień z opactwa Reading.
Elżbieta I spędzała dużo czasu na zamku Windsor i wykorzystywała go jako bezpieczną przystań w czasie kryzysów, „wiedząc, że w razie potrzeby może wytrzymać oblężenie”. Zakupiono dziesięć nowych, mosiężnych armat na potrzeby obrony zamku. Stał się on jednym z jej ulubionych miejsc, a na jego utrzymanie i rozbudowę wydała więcej pieniędzy niż na którykolwiek z pozostałych pałaców<. Przeprowadziła pewne prace budowlane w Windsorze, w tym szeroki zakres napraw istniejących budowli. Przekształciła North Wharf w trwały, ogromny kamienny taras, wraz z posągami, rzeźbami i ośmiokątnym, zewnętrznym domem bankietowym, podnosząc zachodni kraniec tarasu, aby zapewnić więcej prywatności. Kaplica została wyposażona w stalle, galerię i nowy sufit. Zbudowano most nad fosą na południe od zamku, aby umożliwić łatwiejszy dostęp do parku. Elżbieta zbudowała galerię budynków na zachodnim krańcu Górnego Dziedzińca, obok wieży Henryka VII. Elżbieta coraz częściej wykorzystywała zamek do spotkań dyplomatycznych, ale przestrzeń nadal stanowiła wyzwanie, ponieważ posiadłość ta po prostu nie była tak duża, jak nowsze pałace królewskie. Przepływ zagranicznych gości został uchwycony dla rozrywki królowej w sztuce Williama Shakespeare’a, Wesołe kumoszki z Windsoru.

### XVII wiek

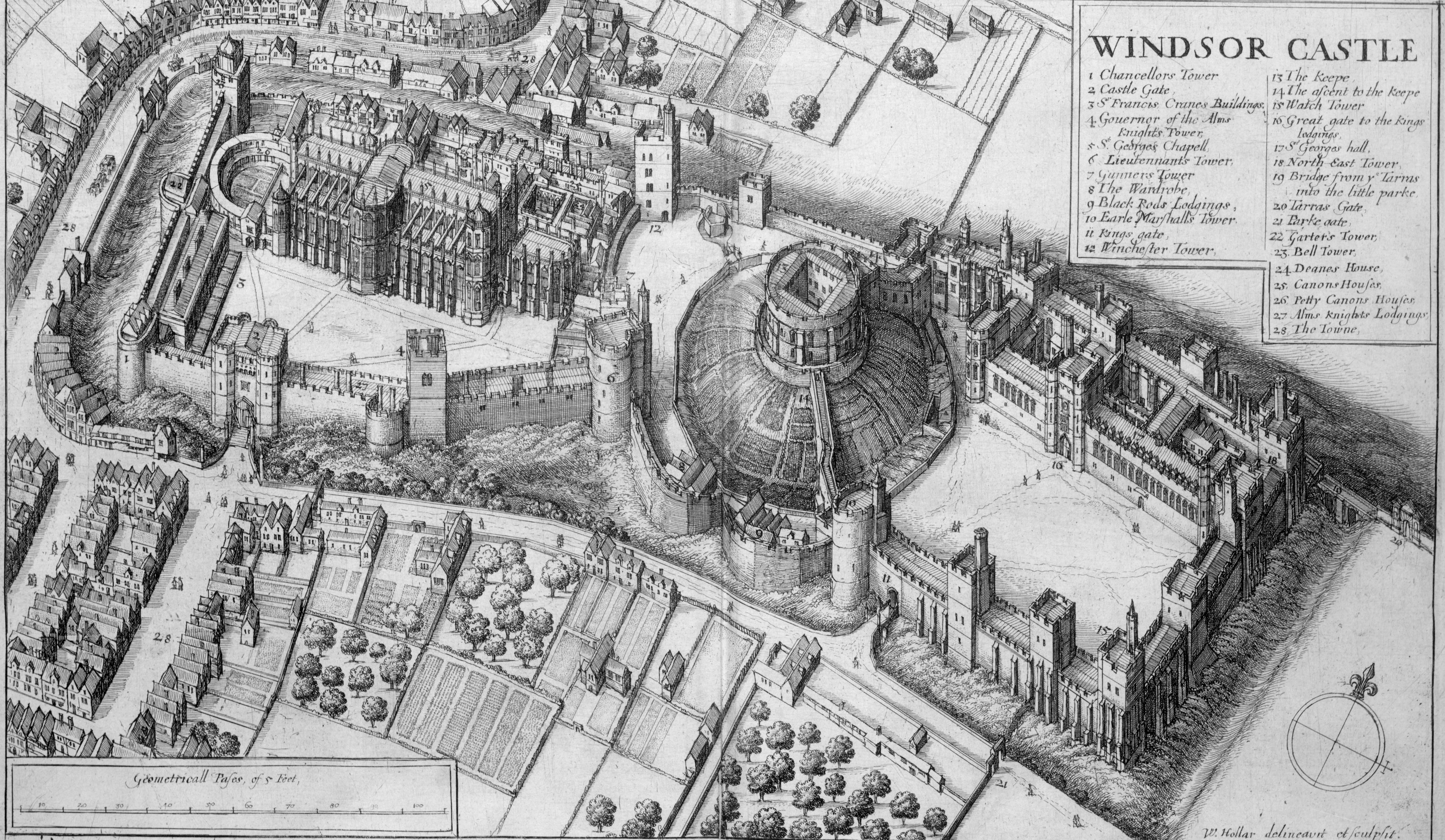
Widok Zamku Windsor z lotu ptaka w 1658 roku, autorstwa Václava Hollara, przedstawiony przed przebudową Górnego Dziedzińca przez Hugh Maya.

Jakub I wykorzystywał Zamek Windsor głównie jako bazę do polowań, jednej ze swoich ulubionych rozrywek, oraz do spotkań towarzyskich z przyjaciółmi. Wiele z tych okazji obejmowało zakrojone na szeroką skalę sesje picia, w tym jedna z Chrystianem IV z Danii w 1606 roku, która stała się niesławna w całej Europie z powodu wynikającego z niej pijanego zachowania obu królów. Brak miejsca w Windsorze nadal stanowił problem, a angielskie i szkockie świty Jakuba często kłóciły się o pokoje.
Karol I był koneserem sztuki i zwracał większą uwagę na estetyczne aspekty zamku w Windsorze niż jego poprzednicy. Karol zlecił dokładny przegląd zamku zespołowi, w skład którego wchodził Inigo Jones w 1629 roku, ale niewiele z zalecanych prac zostało wykonanych. Niemniej jednak Karol zatrudnił Nicholasa Stone’a, aby ulepszył galerię kaplicy w stylu manierystycznym i zbudował bramę na Tarasie Północnym. Christian van Vianen, znany holenderski złotnik, został zatrudniony do wykonania barokowego serwisu ze złota na ołtarz kaplicy św. Jerzego. W ostatnich latach pokoju Karol zburzył fontannę w Górnym Dzeiedzińcu, zamierzając zastąpić ją klasycznym posągiem.
W 1642 roku wybuchła angielska wojna domowa, dzieląc kraj na rojalistów, zwolenników Karola, i parlamentarzystów. Po bitwie pod Edgehill w październiku, parlament zaniepokoił się, że Karol może zaatakować Londyn. John Venn przejął kontrolę nad zamkiem Windsor z dwunastoma kompaniami piechoty, aby chronić trasę wzdłuż Tamizy, stając się gubernatorem zamku na czas trwania wojny. Dla wielu sił parlamentarnych, kaplica św. Jerzego reprezentowała nie tylko cenne przedmioty, ale również niepożądany, zbyt „katolicki” styl. Rabunki rozpoczęły się natychmiast: skradziono inkrustowaną klejnotami kolczugę Edwarda IV; organy, okna i księgi kaplicy zostały zniszczone. Lady Chapel została opróżniona z kosztowności, w tym elementów niedokończonego grobowca Henryka VIII. Do końca wojny zrabowano około 3580 uncji (101 kg) srebrnych i złotych naczyń.
Książę Rupert Reński, wybitny generał rojalistów, próbował odciążyć zamek Windsor w listopadzie 1642. Niewielki oddział kawalerii zdołał zająć miasto Windsor, ale nie był w stanie sforsować murów zamku – ostatecznie Rupert został zmuszony do wycofania się. Zimą 1642–1643 zamek Windsor został przekształcony w kwaterę główną hrabiego Essex, wysokiego rangą generała parlamentarnego. Klasztor Podkowy (oryg. Horseshoe Cloister) został zajęty jako więzienie dla pojmanych rojalistów, a rezydujący kanonicy zostali wydaleni z zamku. Lady Chapel została zamieniona na magazyn amunicji. Rabunki dokonywane przez niedostatecznie opłacony garnizon nadal stanowiły problem. 500 królewskich jeleni zostało zabitych w całym parku Windsor Great Park zimą, a ogrodzenia zostały spalone na drewno opałowe.
W 1647 roku Karol, będąc wówczas więźniem parlamentu, został przywieziony do zamku na pewien okres aresztu, zanim został przeniesiony do Hampton Court. W 1648 roku istniał rojalistyczny plan, który nigdy nie został zrealizowany, mający na celu zajęcie zamku Windsor. Rada Armii Parlamentarnej przeniosła się do Windsoru w listopadzie i podjęła decyzję o osądzeniu Karola za zdradę. Karol był przetrzymywany w Windsorze ponownie przez ostatnie trzy tygodnie swojego panowania. Po jego egzekucji w styczniu 1649 roku, jego ciało zostało przewiezione z powrotem do Windsoru, aby zostać pochowane bez ceremonii w krypcie pod kaplicą św. Jerzego.

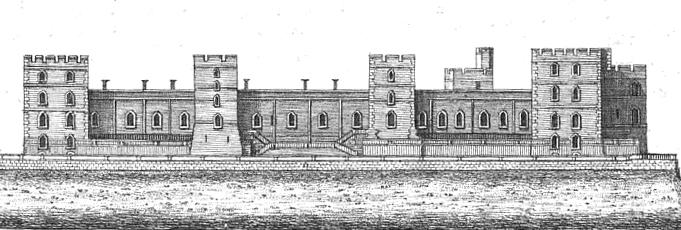
Górny Dziedziniec widziany od wschodu, po pracach rekonstrukcyjnych Hugh Maya. Nowy Taras Wschodni Maya znajduje się na pierwszym planie.

Restauracja monarchii w 1660 roku zapoczątkowała pierwszy od wielu lat okres znaczących zmian na zamku w Windsorze. Wojna domowa i lata interregnum spowodowały rozległe szkody w pałacach królewskich w Anglii. Jednocześnie zmieniające się „wymagania funkcjonalne, wzorce ruchu, środki transportu, gust estetyczny i standardy komfortu” w kręgach królewskich wpływały na cechy poszukiwane w udanym pałacu. Windsor był jedynym pałacem królewskim, który został w pełni zmodernizowany przez Karola II w latach restauracji.
Podczas bezkrólewia zamek Windsor był zajmowany przez dzikich lokatorów. W rezultacie „dom Króla był wrakiem; fanatyk, złodziej i dziki lokator działali… Nędzarze koczowali w wielu wieżach i gabinetach”. Krótko po powrocie do Anglii Karol mianował księcia Ruperta, jednego ze swoich nielicznych żyjących bliskich krewnych, konstablem zamku Windsor w 1668 roku. Rupert natychmiast rozpoczął porządkowanie obrony zamku, naprawiając Okrągłą Wieżę i rekonstruując kort do tenisa królewskiego. Karol próbował ponownie zasiedlić Great Park jeleniami sprowadzonymi z Niemiec, ale stada nigdy nie odzyskały swojej przedwojennej wielkości. Rupert stworzył dla siebie apartamenty w Okrągłej Wieży, udekorowane dużą ilością broni i zbroi, a jego wewnętrzne komnaty były „obwieszone gobelinami, osobliwymi i zniewieściałymi obrazami”.
Karol był pod silnym wpływem stylu Ludwika XIV i naśladował francuski design w swoim pałacu w Winchester i Royal Hospital w Chelsea. W Windsorze Karol stworzył „najbardziej ekstrawaganckie barokowe wnętrza, jakie kiedykolwiek wykonano w Anglii”. Znaczna część prac budowlanych była opłacana ze zwiększonych dochodów królewskich z Irlandii w latach siedemdziesiątych XVII wieku. Francuska etykieta dworska w tamtym czasie wymagała znacznej liczby amfiladowych pokoi, aby zaspokoić protokół dworski. Zapotrzebowanie na przestrzeń zmusiło architekta Hugh Maya do rozbudowy w kierunku Tarasu Północnego, przebudowując go i poszerzając przy okazji. Ten nowy budynek został nazwany Star Building, ponieważ Karol II umieścił na jego boku ogromną, pozłacaną gwiazdę Orderu Podwiązki. May rozebrał i odbudował mury hallu i kaplicy Edwarda III, wbudowując większe okna, ale zachowując wysokość i wymiary średniowiecznego budynku. Chociaż zamek był teraz wystarczająco duży, aby pomieścić cały dwór, nie został zbudowany z komnatami dla Rady Królewskiej, jakie można by znaleźć w Whitehall. Zamiast tego Karol skorzystał z dobrych połączeń drogowych, które powstały wokół Windsoru, aby organizować posiedzenia swojej rady w Hampton Court, kiedy przebywał na zamku.
Wilhelm III zlecił Nicholasowi Hawksmoorowi i Sir Christopherowi Wrenowi przeprowadzenie dużej, ostatecznej, klasycznej przebudowy Górnego Dziedzińca, ale wczesna śmierć króla spowodowała anulowanie planu. Królowa Anna lubiła zamek i próbowała rozwiązać problem braku formalnego ogrodu, instruując Henry’ego Wise’a, aby rozpoczął prace nad ogrodem Maestricht pod Tarasem Północnym, który nigdy nie został ukończony. Anna stworzyła również tor wyścigowy w Ascot i zapoczątkowała tradycję corocznej procesji Royal Ascot z zamku.

### XVIII wiek
Jerzy I okazywał niewielkie zainteresowanie zamkiem w Windsorze, preferując swoje inne pałace w St. James’s, Hampton Court i Kensington. Jerzy II również rzadko korzystał z Windsoru, preferując Hampton Court. Wiele apartamentów na Górnym Dziedzińcu zostało rozdanych jako przywileje (ang. grace and favour) do użytku wybitnym wdowom lub innym przyjaciołom Korony. Książę Cumberland najczęściej korzystał z posiadłości w swojej roli strażnika Wielkiego Parku Windsoru. W latach czterdziestych XVIII wieku Zamek Windsor stał się wczesną atrakcją turystyczną. Bogatsi goście, których stać było na opłacenie strażnika zamku, mogli wejść, zobaczyć ciekawostki, takie jak róg narwala, i w latach pięćdziesiątych XVIII wieku kupić pierwsze przewodniki po Windsorze, wyprodukowane przez George’a Bickhama w 1753 roku i Josepha Pote’a w 1755 roku. Coraz gorszy stan Apartamentów Państwowych umożliwił regularne wizyty w posiadłości również osobom z zewnątrz.
Jerzy III odwrócił ten trend, gdy objął tron w 1760 roku. Jerzy nie darzył sympatią pałacu Hampton Court i był zafascynowany parkiem przy Zamku Windsor. Pragnął zamieszkać w Ranger’s House w pobliżu zamku, jednak jego brat Henryk już tam rezydował i odmówił wyprowadzenia się. W rezultacie Jerzy musiał zamieszkać w Upper Lodge, później nazwanym Queen’s Lodge, i rozpoczął długotrwały proces renowacji zamku oraz okolicznych parków. Początkowo atmosfera w zamku była nieformalna – miejscowe dzieci bawiły się na dziedzińcach Dolnym i Górnym, a członkowie rodziny królewskiej często spacerowali po ogrodach. Z biegiem czasu jednak dostęp dla zwiedzających został ograniczony.
Gust architektoniczny Jerzego zmieniał się na przestrzeni lat. Jako młody człowiek preferował styl klasycystyczny, w szczególności palladiański, jednak z czasem zaczął skłaniać się ku stylowi gotyckiemu. Było to wynikiem zarówno nadmiernego wykorzystania i nieudolnej realizacji stylu palladiańskiego, jak i postrzegania gotyku jako bardziej autentycznego, narodowego stylu angielskiego w kontekście rewolucji francuskiej. Współpracując z architektem Jamesem Wyattem, Jerzy podjął próbę „przekształcenia zewnętrznej części budynków w Upper Ward w gotycki pałac, zachowując jednocześnie charakter reprezentacyjnych komnat Hugha Maya”. Elewacja budynku została przeprojektowana w stylu gotyckim, dodano nowe blanki i wieżyczki. Wnętrza poddano pracom konserwatorskim oraz wzniesiono kilka nowych pomieszczeń, w tym nową gotycką klatkę schodową, zastępującą XVII-wieczną wersję Maya, wraz z umieszczonym nad nią sklepieniem Wielkiego Westybulu. Zakupiono nowe obrazy do zamku, a kolekcje z innych rezydencji królewskich zostały tam przeniesione z polecenia króla. Koszt prac wyniósł ponad 150 000 funtów (równowartość 100 milionów funtów w 2008 roku). Król przeprowadził również szeroko zakrojone prace w Wielkim Parku Zamkowym, zakładając nowe farmy Norfolk i Flamandzką, tworząc dwie mleczarnie oraz odnawiając jezioro Virginia Water wraz z grotą i dekoracyjnymi budowlami.
Pod koniec tego okresu Zamek Windsor stał się miejscem królewskiego odosobnienia. W 1788 roku król po raz pierwszy zachorował podczas kolacji w Zamku Windsor. Zdiagnozowany jako cierpiący na obłęd, został przeniesiony na pewien czas do Białego Domu w Kew, gdzie tymczasowo odzyskał zdrowie. Po nawrotach choroby w 1801 i 1804 roku jego stan stał się trwały od 1810 roku, a monarcha został zamknięty w reprezentacyjnych apartamentach Zamku Windsor, co doprowadziło do wstrzymania prac budowlanych w zamku w kolejnym roku.

### XIX wiek

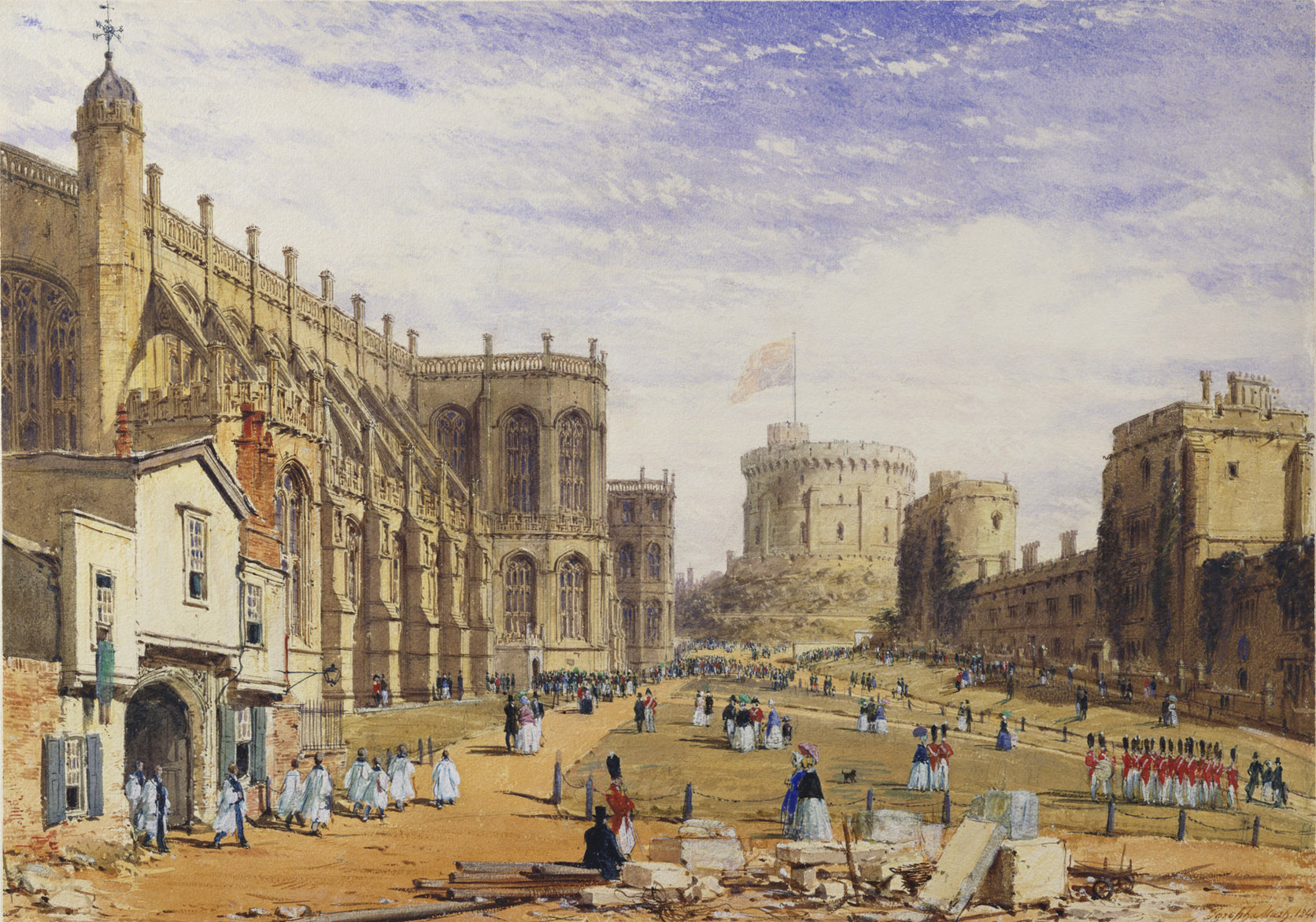
Dolny Dziedziniec w 1840 roku, według Josepha Nasha, przedstawiający Rycerzy Wojskowych uczestniczących w nabożeństwie w kaplicy w niedzielny poranek.

Jerzy IV objął tron w 1820 roku z zamiarem stworzenia zespołu rezydencji królewskich, które odzwierciedlałyby jego bogactwo oraz wpływy jako władcy coraz potężniejszej Wielkiej Brytanii. Jego wcześniejsze rezydencje, Carlton House i Royal Pavilion, były zbyt małe na wystawne uroczystości dworskie, nawet pomimo kosztownych rozbudów. Jeszcze jako książę regent Jerzy powiększył Royal Lodge w parku zamkowym, a po wstąpieniu na tron rozpoczął program modernizacji samego zamku.
Jerzy IV przekonał Parlament do przyznania mu 300 000 funtów na renowację zamku (równowartość 245 milionów funtów w 2008 roku). Pod nadzorem doradcy króla, Charlesa Longa, wybrano architekta Jeffry’ego Wyatville’a, a prace rozpoczęto w 1824 roku. Wyatville preferował architekturę gotycką, jednak Jerzy IV, który wcześniej przywrócił do Anglii francuski styl rokoko w Carlton House, skłaniał się ku eklektycznemu połączeniu różnych epok i stylów, co znalazło odzwierciedlenie w przebudowie Zamku Windsor. W ramach prac zamknięto tarasy dla zwiedzających, aby zapewnić większą prywatność, a elewacja Górnego Dziedzińca została całkowicie przeprojektowana, przybierając swój obecny wygląd. Podwyższono Round Tower, nadając jej bardziej monumentalny charakter, a wiele pomieszczeń w reprezentacyjnych apartamentach zostało odbudowanych lub przebudowanych. Powstały liczne nowe wieże, znacznie wyższe od wcześniejszych konstrukcji. Południowe skrzydło dziedzińca zostało przebudowane, aby stworzyć prywatne apartamenty królewskie, oddzielone od sal reprezentacyjnych. Posąg Karola II został przeniesiony z centrum Dolnego Dziedzińca u podstawy kopca. Ówczesne opinie na temat przebudowy oddał sir Walter Scott, który zauważył, że prace wykazują „dużo smaku i wyczucia gotyckiej architektury”, jednak wielu współczesnych krytyków, w tym Karol III, uznało dzieło Wyatville’a za akt wandalizmu wobec wcześniejszych projektów Hugha Maya. Prace nie zostały ukończone przed śmiercią Jerzego IV w 1830 roku, lecz zakończono je w dużej mierze przed śmiercią Wyatville’a w 1840 roku. Ostateczny koszt przebudowy zamku przekroczył astronomiczną sumę miliona funtów (równowartość 817 milionów funtów w 2008 roku).

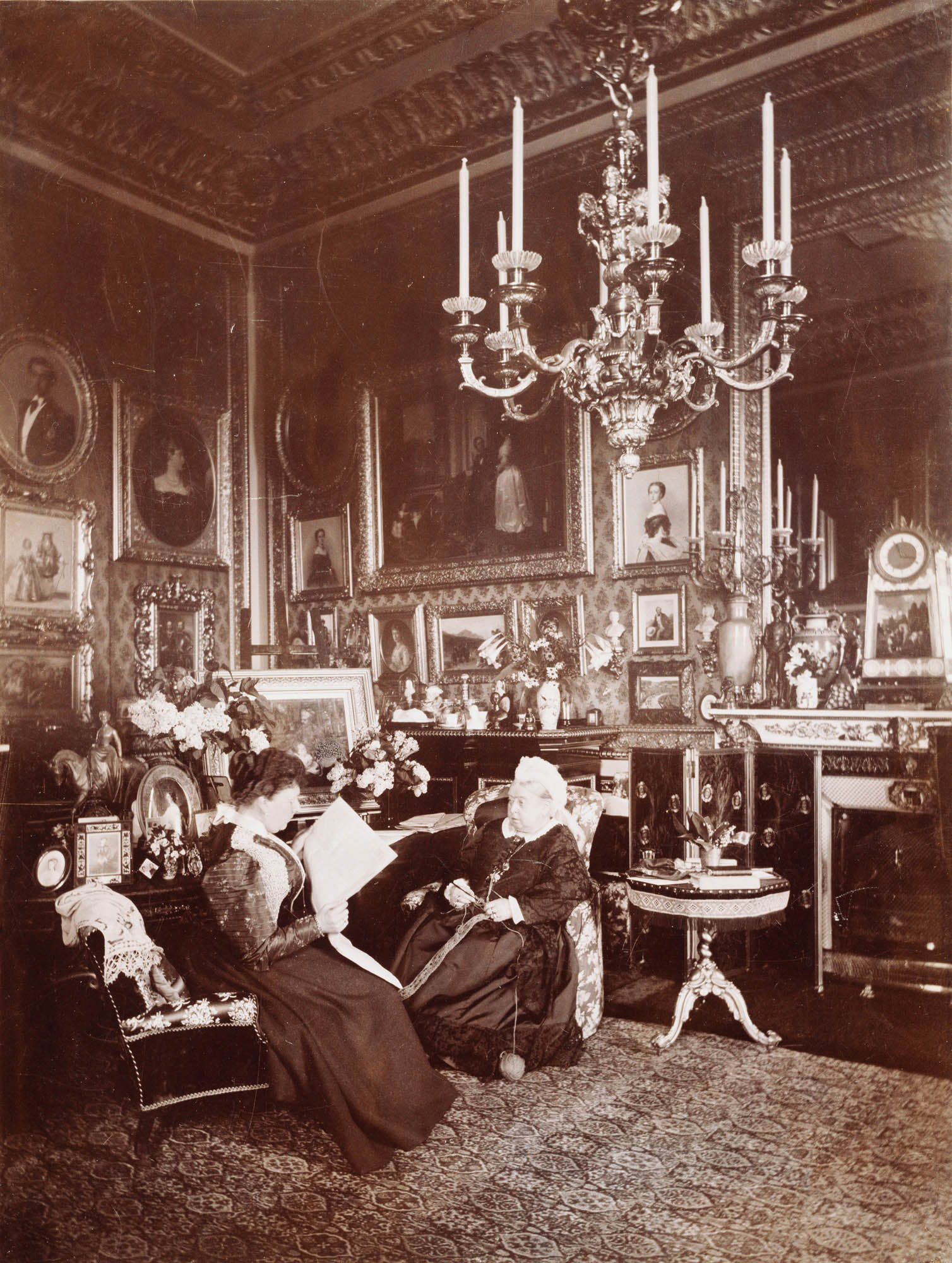
Królowa Wiktoria i Księżniczka Beatrycze w Saloniku Królowej w 1895 roku, sfotografowane przez Mary Steen.

Królowa Wiktoria i książę Albert uczynili Zamek Windsor swoją główną rezydencją królewską, pomimo wcześniejszych skarg Wiktorii, która w początkach swojego panowania uznawała zamek za „nudny i nużący” oraz „przypominający więzienie”, preferując Osborne i Balmoral jako miejsca wypoczynkowe. Rozwój imperium brytyjskiego oraz bliskie więzi dynastyczne Wiktorii z Europą sprawiły, że Windsor stał się centrum wielu wizyt dyplomatycznych i państwowych, wspieranych przez nowe kolejki i statki parowe z tego okresu. Rzeczywiście, twierdzi się, że Zamek Windsor osiągnął swój społeczny szczyt w epoce wiktoriańskiej, kiedy to zaczęto zapraszać liczne znamienite postacie do „ucztowania i spania” w zamku. Wiktoria interesowała się szczegółami funkcjonowania zamku, w tym drobiazgami związanymi z organizacją wydarzeń towarzyskich. Niewielu gości uważało te okazje za komfortowe, zarówno ze względu na konstrukcję zamku, jak i nadmierną formalność królewską. Książę Albert zmarł w Niebieskim Pokoju Zamku Windsor w 1861 roku i został pochowany w Królewskim Mauzoleum w pobliskim Frogmore, w obrębie Home Park. Pokoje księcia zostały zachowane dokładnie w stanie, w jakim były w chwili jego śmierci, a Wiktoria utrzymywała zamek w stanie żałoby przez wiele lat, stając się znana jako „Wdowa z Windsoru”, wyrażenie spopularyzowane w słynnym poemacie Rudyard’a Kiplinga. Królowa unikała używania Pałacu Buckingham po śmierci Alberta i zamiast tego korzystała z Zamku Windsor jako swojej rezydencji podczas oficjalnych obowiązków w pobliżu Londynu. Pod koniec jej panowania, w zamku znów zaczęto organizować spektakle teatralne, opery i inne rozrywki, co pozwalało zaspokoić pragnienie królowej do zabawy, jednocześnie pozwalając jej unikać publicznego występowania.
Pod panowaniem Wiktorii na Górnym Dziedzińcu dokonano kilku drobnych zmian. Anthony Salvin przebudował reprezentacyjną klatkę schodową zaprojektowaną przez Wyatville’a, natomiast Edward Blore wzniósł nową prywatną kaplicę w obrębie reprezentacyjnych apartamentów. Salvin odbudował również Salę Jadalną Państwową po poważnym pożarze w 1853 roku. Ludwig Gruner współpracował przy projektowaniu Prywatnej Sali Audiencyjnej Królowej w południowym skrzydle. Blore i Salvin, pod nadzorem księcia Alberta, przeprowadzili także szeroko zakrojone prace na Dolnym Dziedzińcu, obejmujące budowę Hundred Steps prowadzących do miasta Windsor, przebudowę wież Garter, Curfew i Salisbury, modernizację domów Rycerzy Wojskowych oraz stworzenie nowej wartowni. W latach 70. XIX wieku George Gilbert Scott przebudował Horseshoe Cloister. Ponadto Brama Normańska została przekształcona w prywatną rezydencję dla sir Henry’ego Ponsonby’ego. Zamek Windsor nie skorzystał jednak z wielu drobnych udogodnień epoki, ponieważ Wiktoria nie lubiła oświetlenia gazowego i preferowała świece. Oświetlenie elektryczne zostało zainstalowane jedynie w ograniczonych częściach zamku pod koniec jej panowania. W istocie, w okresie wiktoriańskim zamek słynął z zimnych i przeciągowych wnętrz, jednak po raz pierwszy został podłączony do pobliskiego zbiornika wodnego, co umożliwiło niezawodne doprowadzenie wody do wnętrza budowli.
W okresie panowania Wiktorii wiele zmian dotyczyło otaczających zamek terenów parkowych i budynków. W 1853 roku Królewska Mleczarnia we Frogmore została przebudowana w stylu neotudorowskim, natomiast Mleczarnia Jerzego III została odnowiona w stylu renesansowym w 1859 roku. Przebudowano także flamandzką farmę wzniesioną w epoce georgiańskiej oraz odrestaurowano farmę Norfolk. Wzdłuż Long Walk posadzono nowe drzewa w miejsce chorych okazów. Ustawa Windsor Castle and Town Approaches Act, uchwalona przez Parlament w 1848 roku, pozwoliła na zamknięcie i zmianę przebiegu dawnych dróg prowadzących przez park z Windsor do Datchet i Old Windsor. Zmiany te umożliwiły rodzinie królewskiej wydzielenie dużego obszaru parkowego jako prywatnego Home Park, przez który nie przebiegały już żadne publiczne drogi. W ramach tego rozwiązania królowa przyznała jednak dodatkowe prawa dostępu publicznego do pozostałej części parku.

### XX wiek
Edward VII objął tron w 1901 roku i natychmiast z zapałem przystąpił do modernizacji Zamku w Windsorze. Wiele pomieszczeń na Górnym Dziedzińcu zostało po raz pierwszy od wielu lat uporządkowanych i odnowionych. Edward osobiście nadzorował prace, „zaglądając do gablot, przeszukując szuflady, opróżniając pokoje nieużywane od śmierci księcia małżonka, wysyłając całe skrzynie pamiątek i ozdób do specjalnego pomieszczenia w Round Tower... niszcząc posągi i popiersia Johna Browna... wyrzucając setki ‘starych, bezwartościowych kolorowych fotografii’... [oraz] zmieniając układ obrazów”. W zamku zainstalowano elektryczne oświetlenie w większej liczbie pomieszczeń, wprowadzono centralne ogrzewanie oraz linie telefoniczne. Powstały również garaże dla nowo wynalezionych samochodów. Podczas Letnich Igrzysk Olimpijskich w 1908 roku maraton rozpoczął się na terenie zamku, a w 1911 roku pionierski lotnik Thomas Sopwith po raz pierwszy wylądował tam samolotem.
Jerzy V kontynuował proces stopniowej modernizacji, wspierany przez swoją żonę, Marię Teck, która bardzo interesowała się meblami i dekoracją. Maria poszukiwała i ponownie nabywała meble, które zostały utracone lub sprzedane z zamku, a także zdobywała nowe dzieła sztuki do wyposażenia sal państwowych. Królowa Maria była także miłośniczką wszystkiego, co miniaturowe, i na jej cześć stworzono słynny domek dla lalek w Zamku w Windsorze, zaprojektowany przez architekta Edwina Lutyensa i wyposażony przez czołowych rzemieślników i projektantów lat 30. XX wieku. Jerzy V zobowiązał się do utrzymania wysokiego standardu życia dworskiego w zamku, przyjmując motto, że wszystko ma być „najlepsze”. Zamek nadal zatrudniał dużą liczbę służby, z około 660 służącymi pracującymi na terenie posiadłości w tym okresie. W 1917 z powodu antyniemieckich nastrojów w Wielkiej Brytanii podczas I wojny światowej nazwa domu królewskiego została zmieniona z niemieckobrzmiącego Saxe-Coburg and Gotha na bardziej angielskobrzmiące Windsor.
Edward VIII nie spędzał wiele czasu podczas swojego panowania w Zamku Windsor. Większość swojego czasu spędzał nadal w Fort Belvedere w Wielkim Parku, gdzie mieszkał będąc księciem Walii. Edward utworzył małe lotnisko na terenie zamku, na Smith’s Lawn, które obecnie jest używane jako pole golfowe. Panowanie Edwarda było krótkotrwałe, a swoje przemówienie abdykacyjne nadał z zamku w grudniu 1936 roku, przyjmując tytuł księcia Windsoru. Jego następca, Jerzy VI, również wolał swoje rodzinne miejsce, Royal Lodge w Wielkim Parku, ale wraz z żoną, Elżbietą, przeprowadził się do Zamku Windsor. Jako król, Jerzy wznowił coroczną Ceremonię Orderu Podwiązki w Windsorze, opierając się na zapisach ceremonii XVII wieku autorstwa Eliasa Ashmole’a, ale przenosząc wydarzenie na tydzień wyścigów w Ascot w czerwcu.
W momencie wybuchu II wojny światowej w 1939 roku, zamek został przygotowany do warunków wojennych. Część personelu z Buckingham Palace została przeniesiona do Windsor dla bezpieczeństwa, zaostrzono środki ochrony, a okna zostały zaciemnione. Istniało poważne zagrożenie, że zamek może zostać uszkodzony lub zniszczony podczas wojny. Najcenniejsze dzieła sztuki zostały usunięte z zamku w celu ich zabezpieczenia, drogocenne żyrandole opuszczono na podłogę na wypadek zniszczeń w wyniku bombardowań, a w latach 1942–1944 zlecono cykl malowideł autorstwa Johna Pipera, mający dokumentować wygląd zamku. Król i królowa wraz z dziećmi, księżniczkami Elżbietą i Małgorzatą, mieszkali w zamku dla bezpieczeństwa, a dach nad ich pokojami został specjalnie wzmocniony na wypadek ataku. Król i królowa codziennie jeździli do Londynu, wracając do Windsor na nocleg, chociaż wówczas było to dobrze strzeżoną tajemnicą, ponieważ dla celów propagandowych i podtrzymywania morale informowano, że król nadal mieszkał na stałe w Buckingham Palace. Zamek był również wykorzystywany jako magazyn, na przykład jedyna oczyszczona ciężka woda, uratowana przed nieuchronną klęską francuską w 1940 roku, została w dużej części wysłana do zamku, gdzie przechowywano ją w piwnicach obok klejnotów koronnych.
W lutym 1952 roku Elżbieta II objęła tron i postanowiła uczynić Windsor swoim główną weekendową destynacją. Prywatne apartamenty, które nie były właściwie użytkowane od czasów królowej Marii, zostały odnowione i dalej zmodernizowane, a królowa, książę Filip i ich dwoje dzieci zamieszkali w zamku. Jednak na początku lat 90. XX wieku zauważono wyraźny spadek jakości, szczególnie w przypadku Sal Państwowych. Pokolenia napraw i wymian spowodowały „zmniejszenie bogactwa, z jakim były pierwotnie udekorowane”, „stopniowe zużycie oryginalnej witalności efektu, gdy każda zmiana powielała bardziej wyblakłą wersję poprzedniej”. W 1988 roku rozpoczęto program prac naprawczych mających na celu wymianę systemu grzewczego i instalacji elektrycznej na Górneym Dziedzińcu. Przeprowadzono również prace mające na celu wzmocnienie nasady kopca Wieży Okrągłej po wykryciu nowego osiadania, które groziło zawaleniem wieży.

#### Pożar w 1992 roku
20 listopada 1992 roku doszło do poważnego pożaru w zamku, który trwał przez 15 godzin i spowodował rozległe zniszczenia na Górnym Dziedzińcu. Prywatna Kaplica w północno-wschodnim rogu Sal Państwowych była w trakcie remontu w ramach długoterminowego programu prac w zamku, uważa się, że jeden z reflektorów używanych podczas tych prac zapalił zasłonę przy ołtarzu. Pożar rozprzestrzenił się szybko i zniszczył dziewięć głównych sal państwowych, a ponad 100 innych zostało poważnie uszkodzonych. Strażacy użyli wody, by opanować ogień, podczas gdy personel zamku starał się uratować cenne dzieła sztuki. Wiele z pokojów najbliżej pożaru zostało opróżnionych w ramach prac remontowych, co przyczyniło się do pomyślnej ewakuacji większości zbiorów.

### XXI wiek

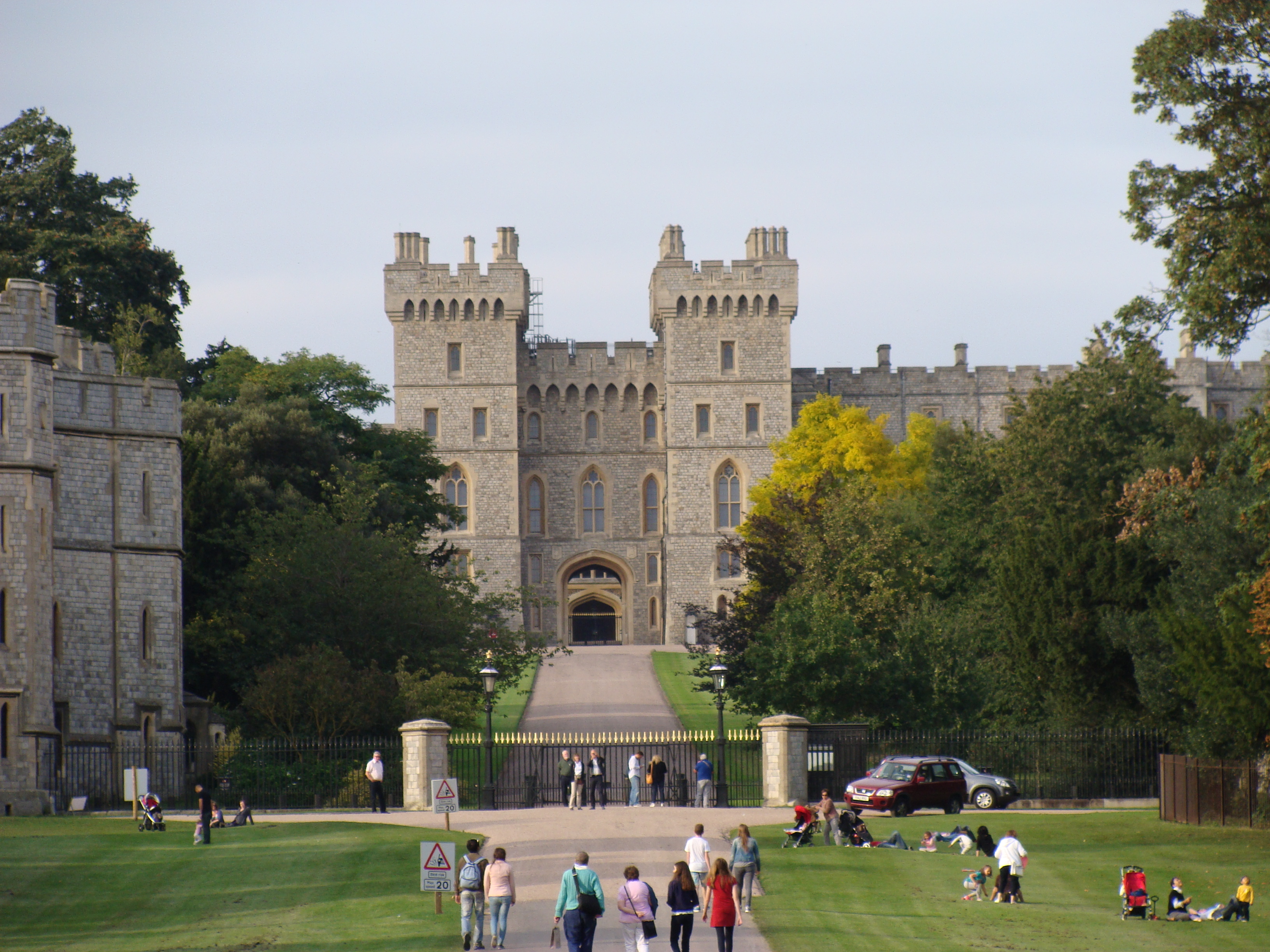
Zamek w Windsorze

Zamek Windsor jest własnością Karola III. Zamek Windsor, pod względem liczby mieszkańców, jest największym zamkiem zamieszkanym na świecie i najdłużej zamieszkanym pałacem w Europie, a jednocześnie nadal pełni funkcję królewskiego domu. W 2006 roku około 500 osób mieszkało i pracowało w zamku. Elżbieta II coraz częściej wykorzystywała zamek jako pałac królewski oraz dom na weekendy przed swoją śmiercią. W ostatnich latach zamek gościł wizyty prezydenta Mbekiego z Południowej Afryki, króla Abdullaha II z Jordanii oraz prezydentów Obamę, Trumpa i Bidena ze Stanów Zjednoczonych. Zamek pozostaje ważnym miejscem ceremonii. Co roku odbywa się ceremonia zwycięstwa pod Waterloo w obecności monarchy, a coroczna ceremonia Orderu Podwiązki ma miejsce w Kaplicy św. Jerzego. Kiedy Królowa była na miejscu, codziennie odbywała się ceremonia zmiany warty. Procesja Royal Ascot corocznie wyrusza z zamku.
Podczas panowania Elżbiety II wiele zrobiono, aby nie tylko przywrócić i utrzymać strukturę budynku, ale także przekształcić zamek w główną atrakcję turystyczną Wielkiej Brytanii, w której znajduje się znaczna część Royal Collection. Prace archeologiczne w zamku były kontynuowane, po ograniczonych badaniach w latach 70., pracach nad Wieżą Okrągłą w latach 1988–1992 oraz badaniach po pożarze w 1992 roku. W 2007 roku zamek odwiedziło 993 000 turystów. Musiało to zostać osiągnięte w koordynacji z kwestiami bezpieczeństwa oraz rolą zamku jako funkcjonującego pałacu królewskiego[240]. Pod koniec 2011 roku zainstalowano dwie duże turbiny wodne powyżej zamku na Tamizie, które miały dostarczać energię wodną do zamku i otaczającego go majątku. W kwietniu 2016 roku Royal Collection Trust ogłosiło projekt wart 27 milionów funtów, mający na celu przywrócenie pierwotnej sali wejściowej zamku dla zwiedzających, a także nowej kawiarni w XIV-wiecznych kryptach. Nowe wejście zostało otwarte pod koniec 2019 roku. Od marca 2020 roku królowa Elżbieta II i książę Filip, przebywali na kwarantannie w Windsorze podczas pandemii COVID-19, z małym personelem, w tzw. „HMS Bubble” – żartobliwej nazwie nawiązującej do zasad rządowych dotyczących „bańki wsparcia” w czasie pandemii. Pandemia oznaczała również, że po raz pierwszy od 1987 roku spędzili święta Bożego Narodzenia w Windsorze, a nie w Sandringham House. Książę Filip zmarł w zamku 9 kwietnia 2021 roku.
W Boże Narodzenie 2021 roku, podczas gdy królowa Elżbieta przebywała w zamku, 19-letni Jaswant Singh Chail włamał się do ogrodów, używając drabiny linowej i niosąc kuszę. Zanim zdążył wejść do budynków, Chail został aresztowany, a następnie poddany przymusowemu leczeniu psychiatrycznemu na mocy Ustawy o Zdrowiu Psychicznym. Wcześniej opublikował w Internecie wideo, w którym groził zamachem na życie królowej. Chail później przyznał, że jego celem było pomścić masakrę w Amritsarze z 1919 roku. Przyznał się do winy, oskarżony na mocy artykułu 2 Ustawy o Zdradzie z 1842 roku.
7 maja 2023 roku trawniki w Home Park, tuż za Wschodnim Tarasem zamku, stały się miejscem koncertu, z okazji koronacji Karola III i Kamili. Był to pierwszy koncert plenerowy zorganizowany na zamku, a w jego programie wystąpili Lionel Richie, Katy Perry, Andrea Bocelli, Sir Bryn Terfel, Take That i Paloma Faith. Koncert zgromadził członków rodziny królewskiej oraz 20 000 publiczności.
18 listopada 2024 roku zamaskowani intruzi sforsowali zabezpieczenia na terenie zamku w Windsorze, w pobliżu Adelaide Cottage, gdzie książę i księżna Walii, wraz z dziećmi, mieli podobno spać. Mężczyźni użyli skradzionego ciężarowego pojazdu, by wyłamać bramę, a następnie ukradli samochód dostawczy i quad z magazynu na farmie Shaw. Incydent wywołał obawy o bezpieczeństwo, ponieważ miał miejsce w pobliżu często używanego wyjścia, po niedawnym usunięciu uzbrojonych funkcjonariuszy z publicznych wejść. Policja Thames Valley prowadzi śledztwo, jednak nie dokonano jeszcze żadnych aresztowań.

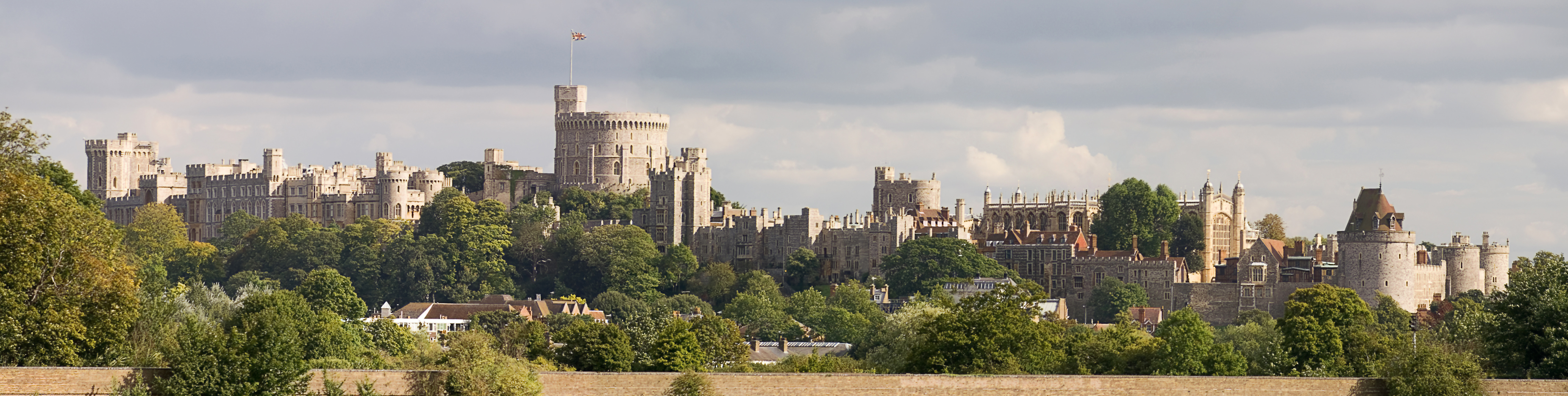
Zamek w Windsorze, widoczny od strony północnej; (od lewej do prawej) Upper Ward (Górny Dziedziniec), Middle Ward (Środkowy Dziedziniec), Round Tower (Okrągła Wieża), Kaplica Św. Jerzego, Lower Ward (Dolny Dziedziniec) i Curfew Tower.